# Tikal

Glifo emblema de Tikal.

Tikal (que significa «lugar de las voces») es uno de los mayores yacimientos arqueológicos y centros urbanos de la civilización maya. Está situado en el municipio de Flores, en el departamento de Petén, en el territorio actual de la República de Guatemala, y forma parte del Parque Nacional Tikal, que fue declarado Patrimonio de la Humanidad por la UNESCO en 1979. Según los glifos encontrados en el yacimiento, su nombre maya habría sido Yax Mutul.
Tikal fue la capital de un estado beligerante, que se convirtió en uno de los reinos más poderosos de los antiguos mayas.Aunque la arquitectura monumental del sitio se remonta hasta el siglo iv a. C., Tikal alcanzó su apogeo durante el Período Clásico, entre el 200 y el 900 d. C. Durante este tiempo, la ciudad dominó gran parte de la región maya, en el ámbito político, económico y militar; mantenía vínculos con otras regiones, a lo largo de Mesoamérica, incluso con Teotihuacán, en el lejano valle de México.
El sitio arqueológico de Tikal cuenta con alrededor de 5,000 edificios prehispánicos en un área de aproximadamente de 16 km², de los cuales únicamente el 5% se encuentra restaurado y habilitado para su exploración. El área residencial de Tikal cubre aproximadamente 60 km², gran parte de los cuales aún no han sido despejados, cartografiados o excavados. La ciudad representa una antigua capital maya que dominó un vasto territorio durante el período Clásico. El nombre de Tikal significa Lugar de las Voces, sin embargo su nombre original pudo haber sido Yax Mutul o Mutual.
Tikal se caracteriza por la monumentalidad de sus edificios, con una ocupación continua de 1,500 años (del 600 a. C. al 900 d. C.), época durante la cual ejerció un papel protagónico en la organización social y política de las tierras bajas. Tikal es uno de los máximos exponentes del estilo arquitectónico típico de las tierras bajas centrales mayas, mostrando exquisitos ejemplos de templos en forma de pirámides escalonadas tales como, el Gran Jaguar, el Templo de las Máscaras, el Templo de la Serpiente Bicéfala o el Templo V, también sus plazas, conjuntos conmemorativos del Mundo Perdido, juegos de pelota, complejos de pirámides gemelas, una enorme colección de monumentos tallados y gran cantidad de sitios periféricos a su alrededor.
Tikal es la mejor conocida de todas las grandes ciudades mayas de las tierras bajas, con una larga lista de gobernantes dinásticos, el descubrimiento de las tumbas de muchos de los gobernantes y la investigación de sus monumentos, templos y palacios.

## Toponimia

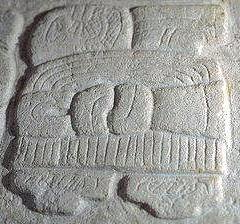
Glifo emblema de Tikal (Mutul). Estela 31

El nombre Tikal puede ser derivación de las palabras ti ak'al, en el idioma maya yucateco, que significa «en el pozo de agua». Aparentemente, el nombre fue aplicado por cazadores y viajeros de la región y se refería a una de las antiguas reservas de agua del sitio.
Una explicación alternativa sugiere que el nombre viene del idioma maya itzá y que significa «lugar de las voces» o «lugar de las lenguas».
Sin embargo, Tikal no es el antiguo nombre del sitio, sino más bien el nombre que se adoptó poco después de su redescubrimiento, en la década de 1840.
Las inscripciones glíficas en escritura maya, en las ruinas, se refieren a la antigua ciudad como Yax Mutal o Yax Mutul, cuyo significado es «primer mutal».
Es posible que Tikal fuese llamada así para distinguirla de Dos Pilas, que llegó a utilizar el mismo glifo emblema. Los gobernantes de la ciudad, querían distinguirse como la primera ciudad llevando este nombre.
El reino, en su conjunto, se llamaba Mutul, siendo la lectura del glifo emblema que se ve en la foto incluida. Su significado exacto no está claro, aunque algunos científicos piensan que hace referencia al reinado del Ku'hul Ahaw, o máximo gobernante.

## Ubicación

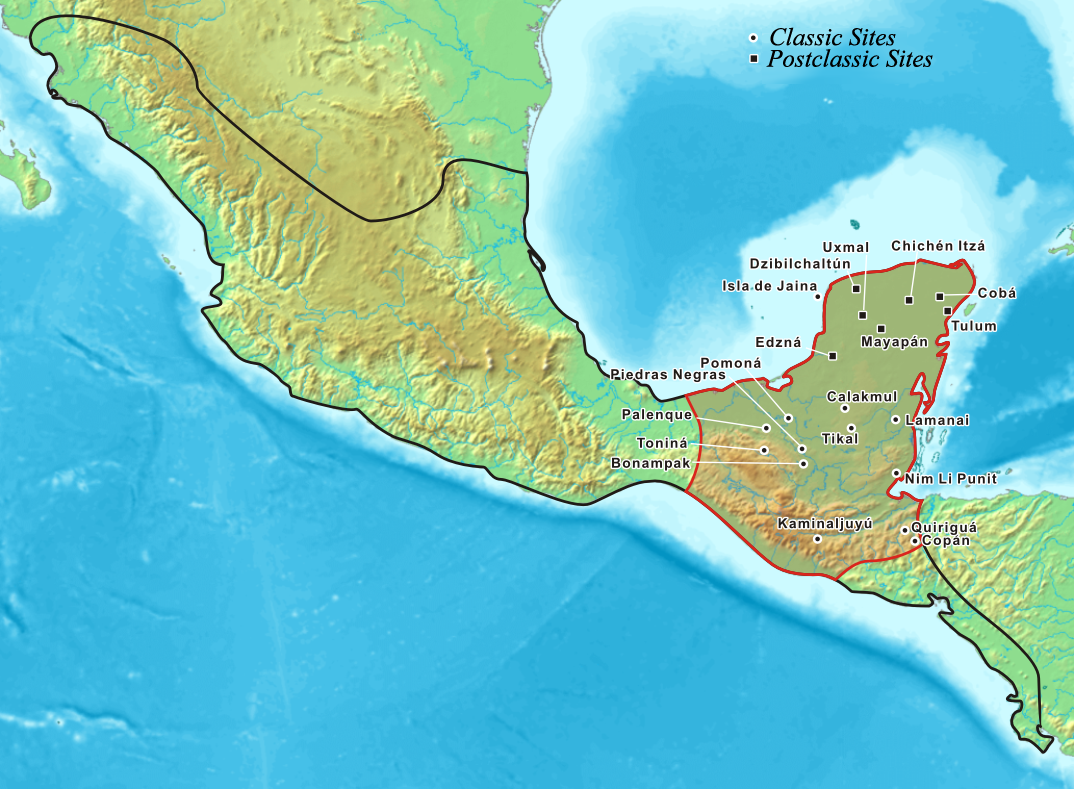
Mapa del área maya en la región mesoamericana. Tanto Tikal, como Calakmul, se encuentran cerca del centro del área

Tikal está ubicado a aproximadamente 64 km al noreste de Flores y Santa Elena y aproximadamente 303 km al norte de la ciudad de Guatemala. La ciudad se encuentra a 19 km al sur de la antigua ciudad maya de Uaxactún, a 30 km al noroeste de Yaxhá, a 100 km al sureste de Calakmul, su gran rival del Período Clásico, y a 85 km al noroeste de El Caracol, el aliado de Calakmul, ahora en Belice.
La ciudad, que cubre un área de más de 16 km², ha sido completamente cartografiada e incluye alrededor de 3000 estructuras.
La topografía del lugar se compone de una serie de colinas de piedra caliza, elevándose encima de tierras pantanosas. La arquitectura principal del sitio se agrupa en zonas más elevadas, que son interconectadas por calzadas que atraviesan los pantanos.
Las ruinas se encuentran en medio de la selva tropical, en la cuenca del Petén, que formó la cuna de la civilización maya en las tierras bajas de Mesoamérica. La ciudad está ubicada en medio de suelos fértiles, con tierras elevadas y puede haber dominado la ruta comercial natural que corre de este a oeste a través de la península de Yucatán.
A pesar de ser una de las mayores ciudades mayas del Clásico, Tikal no tenía otras fuentes de agua que no fuera el agua de lluvia, que se recogía y se almacenaba en diez embalses. Los arqueólogos que trabajaron en Tikal durante el siglo xx restauraron uno de los antiguos depósitos de agua para su propio uso.
La ausencia de fuentes, ríos y lagos en las cercanías de Tikal pone de relieve un hecho prodigioso: la construcción de una gran ciudad, contando exclusivamente con entregas almacenadas de lluvias estacionales. Tikal prosperó con técnicas de agricultura intensiva, que eran mucho más avanzadas que los métodos de tala y quema originalmente teorizados por los arqueólogos. Sin embargo, la dependencia de las lluvias estacionales constituyó una vulnerabilidad ante las sequías prolongadas y algunos científicos consideran que esta vulnerabilidad ha jugado un papel en el colapso maya.

## Urbanización
La población de Tikal experimentó un crecimiento continuo, a partir del Período Preclásico (aproximadamente entre el 2000 a. C. y el 200 d. C.), alcanzando su pico en el Clásico Tardío, con un crecimiento rápido entre el 700 y el 830 d. C., seguido por un fuerte descenso.
Las estimaciones de población de la ciudad de Tikal varían, de 10 000, hasta más de 90 000 habitantes, siendo la cifra más probable la del extremo superior de este rango.
Debido al bajo contenido en sal de la dieta maya, se estima que Tikal tenía que importar 131 toneladas de sal cada año, con base en una estimación conservadora, de una población de 45 000 habitantes.
Para el área de 120 km² (que demarcaría un círculo con un diámetro de 21,9 km), que se ubica dentro del perímetro de los terraplenes de defensa, la población máxima se estima en 517 habitantes por km². Dentro de un diámetro de 24 km del centro del sitio, la población máxima se estima en 120 000 habitantes y la densidad de población se estima en 265 habitantes por km². Dentro de un diámetro de 50 km del centro del sitio, que incluye algunas ciudades satélite, la población máxima se estima en 425 000, con una densidad de 216 habitantes por km². Estas cifras de población son aún más impresionantes, por los extensos pantanos, que no eran aptos para la agricultura, ni la construcción de viviendas. Sin embargo, algunos arqueólogos, como David Webster, consideran que estas cifras son demasiado altas.

## Gobernantes
La línea dinástica de Tikal, fundada ya en el siglo i, abarcó 800 años e incluyó al menos 33 gobernantes.
| Nombre (o sobrenombre) | Nombre (o sobrenombre) | Nombre (o sobrenombre) | Reinado     | Número de sucesión dinástica | Nombre alternativo                                        |
| ---------------------- | ---------------------- | ---------------------- | ----------- | ---------------------------- | --------------------------------------------------------- |
| Yax Ehb' Xook          | Yax Ehb' Xook          | Yax Ehb' Xook          | c. 90       | 1                            | Yax Moch Xok, Yax Chakte'l Xok, Primer Tiburón de Andamio |
| Jaguar Foliado         | Jaguar Foliado         | Jaguar Foliado         | c. 292      | ?                            | Voluta Ahau Jaguar                                        |
| Tocado de Animal       | Tocado de Animal       | Tocado de Animal       | ?           | 10?                          | Kinich Ehb'?                                              |
| Siyaj Chan K'awiil I   | Siyaj Chan K'awiil I   | Siyaj Chan K'awiil I   | c. 307      | 11                           | -                                                         |
| Señora Une' B'alam     | Señora Une' B'alam     | Señora Une' B'alam     | c. 317      | 12?                          | -                                                         |
| K'inich Muwaan Jol I   | K'inich Muwaan Jol I   | K'inich Muwaan Jol I   | ? -359      | 13                           | Mahk'ina Cráneo de Pájaro, Cráneo emplumado               |
| Chak Tok Ich'aak I     | Chak Tok Ich'aak I     | Chak Tok Ich'aak I     | 360-378     | 14                           | Garra de jaguar, Gran garra, Gran garra de jaguar         |
| Yax Nuun Ayiin I       | Yax Nuun Ayiin I       | Yax Nuun Ayiin I       | 379-404?    | 15                           | Hocico enrollado, Pico enrollado                          |
| Siyaj Chan K'awiil II  | Siyaj Chan K'awiil II  | Siyaj Chan K'awiil II  | 411-456     | 16                           | Cielo Tormentoso, Manikin Cleft Sky                       |
| Kan Chitam             | Kan Chitam             | Kan Chitam             | 458-c. 486  | 17                           | Jabalí Kan, K'an Ak                                       |
| Chak Tok Ich'aak II    | Chak Tok Ich'aak II    | Chak Tok Ich'aak II    | c. 486-508  | 18                           | Garra de Jaguar II, Cráneo de garra de jaguar             |
| Señora de Tikal        | Kaloomte' B'alam       | Kaloomte' B'alam       | c. 511-527+ | 19                           | Cabeza enrollada                                          |
| Señora de Tikal        | Garra de pájaro        | Garra de pájaro        | ?           | 20?                          | Cráneo de Animal I                                        |
| Wak Chan K'awiil       | Wak Chan K'awiil       | Wak Chan K'awiil       | 537?-562    | 21                           | Pájaro Doble                                              |
| Cráneo de animal       | Cráneo de animal       | Cráneo de animal       | c. 593-628  | 22                           | -                                                         |
| K'inich Muwaan Jol II  | K'inich Muwaan Jol II  | K'inich Muwaan Jol II  | c. 628-650  | 23 o 24                      | -                                                         |
| Nuun Ujol Chaak        | Nuun Ujol Chaak        | Nuun Ujol Chaak        | c. 650-679  | 25                           | Cráneo protector, Nun Bak Chak                            |
| Jasaw Chan K'awiil I   | Jasaw Chan K'awiil I   | Jasaw Chan K'awiil I   | 682–734     | 26                           | Gobernante A, Ah Cacao                                    |
| Yik'in Chan K'awiil    | Yik'in Chan K'awiil    | Yik'in Chan K'awiil    | 734–c. 766  | 27                           | Gobernante B, Yaxkin Caan Chac, Sol Cielo Lluvia          |
| Gobernante 28          | Gobernante 28          | Gobernante 28          | c. 766–768  | 28                           | -                                                         |
| Yax Nuun Ayiin II      | Yax Nuun Ayiin II      | Yax Nuun Ayiin II      | 768–c. 794  | 29                           | -                                                         |
| Nuun Ujol K'inich      | Nuun Ujol K'inich      | Nuun Ujol K'inich      | c. 800?     | 30?                          | -                                                         |
| Sol oscuro             | Sol oscuro             | Sol oscuro             | >810        | 31?                          | -                                                         |
| Jewel K'awiil          | Jewel K'awiil          | Jewel K'awiil          | >849        | ?                            | -                                                         |
| Jasaw Chan K'awiil II  | Jasaw Chan K'awiil II  | Jasaw Chan K'awiil II  | >869        | ?                            | -                                                         |

## Historia

### Preclásico

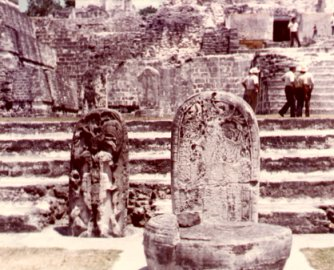
Dos estelas en la Acrópolis Norte

Existen huellas de una agricultura temprana en Tikal, que datan del preclásico medio, aproximadamente en el 1000 a. C.
En un chultún sellado, una cavidad subterránea en forma de botella, fue descubierto un escondite con cerámica maya, que data de alrededor del 700 al 400 a. C.
En el preclásico tardío, por primera vez alrededor del 400 al 300 a. C., ya se realizaron construcciones importantes en Tikal, incluyendo la construcción de pirámides y plataformas, aunque la ciudad estaba siendo eclipsada por otros sitios más poderosos, situados al norte, como El Mirador y Nakbé.
En aquel momento, Tikal era parte de la cultura Chikanel, que dominaba la zona central y norte de Mesoamérica, una región que comprendía toda la Península de Yucatán, incluso el norte y el este de Guatemala y el territorio de Belice.
Dos templos, que datan del Chikanel tardío, tenían paredes de mampostería, cuyas superestructuras pueden haber sido arcos mayas, aunque esto no ha sido probado. Uno de estos templos tenía elaboradas pinturas, en las paredes exteriores, que muestran figuras humanas sobre un fondo de figuras decorativas, pintado en amarillo, negro, rosado y rojo.
En el siglo I d. C., aparecieron por primera vez sepulturas ricas y Tikal experimentó un florecimiento político y cultural, tras la declinación de sus poderosos vecinos en el norte.
A finales del Preclásico Tardío, el arte y la arquitectura de estilo Izapa, de la costa del Pacífico, comenzó a ejercer su influencia en Tikal, como lo demuestran los primeros murales en la ciudad y una escultura, rota, en la acrópolis.

### Clásico Temprano

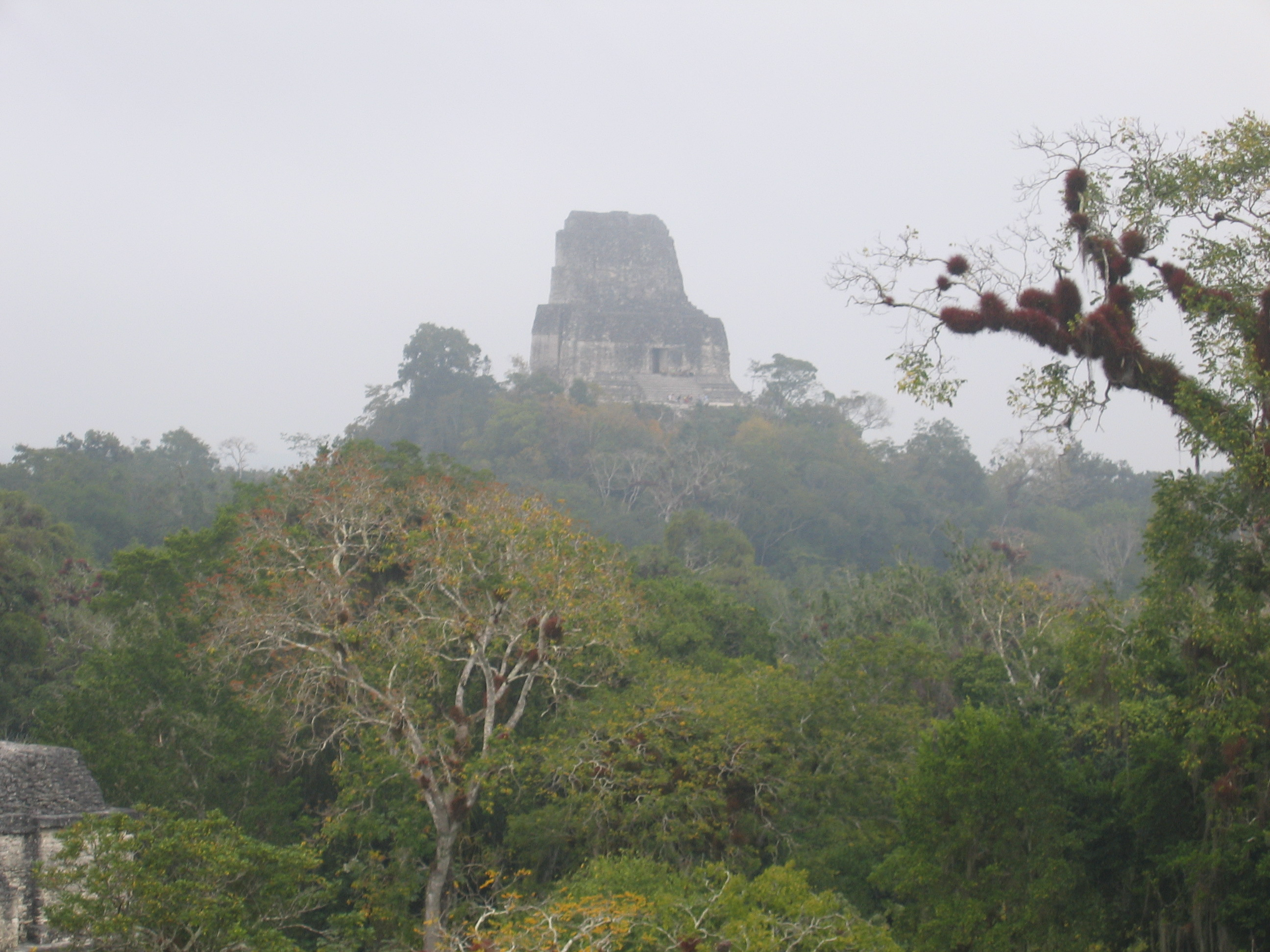
Templo IV o Templo de la Serpiente Bicéfala, el mayor de Tikal, visto desde Mundo Perdido

El gobierno dinástico, un régimen común entre los mayas de las tierras bajas, estuvo fuertemente arraigado en Tikal. De acuerdo con registros glíficos posteriores, la dinastía fue fundada por Yax Ehb' Xook, posiblemente en el siglo III.
Al inicio del Clásico Temprano, el poder en la región maya se concentró en Tikal y Calakmul, en el núcleo de la región central maya.
Es posible que Tikal se haya beneficiado de la caída de los grandes estados del Preclásico, como El Mirador. En el Clásico Temprano, Tikal se desarrolló rápidamente en la ciudad más dinámica de la región maya, estimulando el desarrollo de otras ciudades mayas cercanas.
Sin embargo, Tikal se encontraba frecuentemente en guerra y las inscripciones mencionan alianzas y conflictos con otros estados mayas, como Uaxactún, El Caracol, Naranjo y Calakmul. A finales del Clásico Temprano, Tikal fue derrotado por El Caracol, que sustituyó a Tikal, como principal centro del poder, en las tierras bajas mayas del sur.
Durante la primera parte del Clásico Temprano, también ocurrieron hostilidades entre Tikal y la ciudad vecina de Uaxactún, de las que en Uaxactún existen inscripciones, referentes a la captura de prisioneros de Tikal.
Parece haber ocurrido una ruptura en la sucesión masculina de la dinastía, en el 317 d. C., cuando la señora Unen' B'alam llevó a cabo una ceremonia de fin de katún, al parecer como reina de la ciudad.

#### Tikal y Teotihuacán

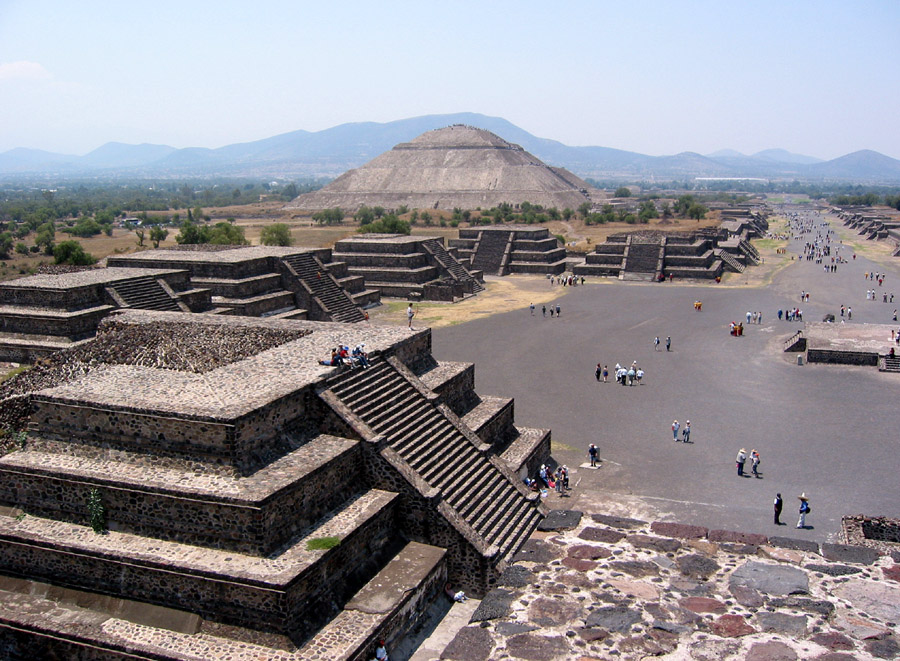
La gran metrópolis de Teotihuacán en el Valle de México parece haber intervenido en forma decisiva en la política de Tikal

El decimocuarto rey de Tikal era Chak Tok Ich'aak (Gran Garra de Jaguar).
Chak Tok Ich'aak construyó un palacio, que fue conservado y ampliado por los gobernantes posteriores, hasta convertirse en el núcleo de la acrópolis central.
Poco se sabe acerca de Chak Tok Ich'aak, excepto que fue asesinado el 14 de enero del 378 d. C. El mismo día, Siyah K'ak' (‘Nace el Fuego’) llegó desde el oeste, después de pasar por El Perú, un sitio al oeste de Tikal, el 8 de enero.
Las inscripciones de la estela 31, se refieren a él como «Señor del Occidente».
Siyah K’ak’ fue, probablemente, un general extranjero, que servía a una figura representada por un glifo atípico para los mayas, compuesto de un lanzadardos, en combinación con un búho, un glifo que se conoce de la gran metrópoli de Teotihuacán, en el distante Valle de México. El Búho lanzadardos, incluso, puede haber sido el gobernante de Teotihuacán. Estos eventos registrados, sugieren que Siyah K'ak' lideró una invasión de Teotihuacán, que derrotó al rey nativo de Tikal, que fue capturado y ejecutado de inmediato.
Siyah K'ak' parece haber recibido el apoyo de una poderosa facción política, en Tikal mismo. Más o menos coincidiendo con esa conquista, un grupo de indígenas de Teotihuacán residía cerca del complejo Mundo Perdido, según parece.
También ejerció el control sobre otras ciudades en la zona, como Uaxactún, donde se convirtió en rey, pero no tomó el trono de Tikal para sí mismo.
En el curso de un año, el hijo de Búho lanzadardos, Yax Nuun Ayiin I (primer cocodrilo), fue instalado como el décimo quinto rey de Tikal, mientras todavía era un niño.
Su reino duró 47 años y Tikal siguió siendo vasallo de Siyah K'ak', durante el tiempo que este vivió. Parece probable que Yax Nuun Ayiin I se casó con una de las esposas preexistentes, de la derrotada dinastía de Tikal, con el propósito de legitimar el derecho de gobernar de su hijo, Siyaj Chan K'awiil II.
Río Azul, un sitio pequeño, a 100 kilómetros al noreste de Tikal, fue conquistado por este, durante el reinado de Yax Nuun Ayiin I. El sitio se convirtió en un puesto de avanzada de Tikal, protegiéndola de las ciudades hostiles en el norte y también se convirtió en un vínculo para el comercio con el Caribe.
A pesar de que los nuevos gobernantes de Tikal eran extranjeros, sus descendientes se adaptaron rápidamente a la cultura maya. Tikal se convirtió en el principal aliado y socio comercial de Teotihuacán, en las tierras bajas mayas. Después de su conquista por Teotihuacán, Tikal rápidamente dominó el norte y el este del Petén. Uaxactún, junto con los pueblos más pequeños de la región, fueron absorbidos en el reino de Tikal. Otros sitios, como Bejucal y Motul de San José, cerca del lago Petén Itzá, se convirtieron en vasallos de su vecino más poderoso en el norte. A mediados del siglo v, Tikal tenía un territorio núcleo de, por lo menos, 25 kilómetros en todas las direcciones.
Alrededor del siglo v, un impresionante sistema de fortificaciones, compuesto de zanjas y construcciones de tierra, fue construido a lo largo de la periferia norte de la zona interior de Tikal, uniéndose a las defensas naturales, proporcionadas por largas áreas pantanosas, situadas al este y al oeste de la ciudad. Fortificaciones adicionales fueron, probablemente, construidas en el sur, cercando un área de, aproximadamente, 120 kilómetros cuadrados. Estas defensas dieron protección a la población nuclear de Tikal y a sus recursos agrícolas.
Sin embargo, investigaciones recientes sugieren que las obras de tierra pueden haber sido parte de un sistema de recolección de agua, en lugar de tener una finalidad defensiva.

#### Tikal y Copán

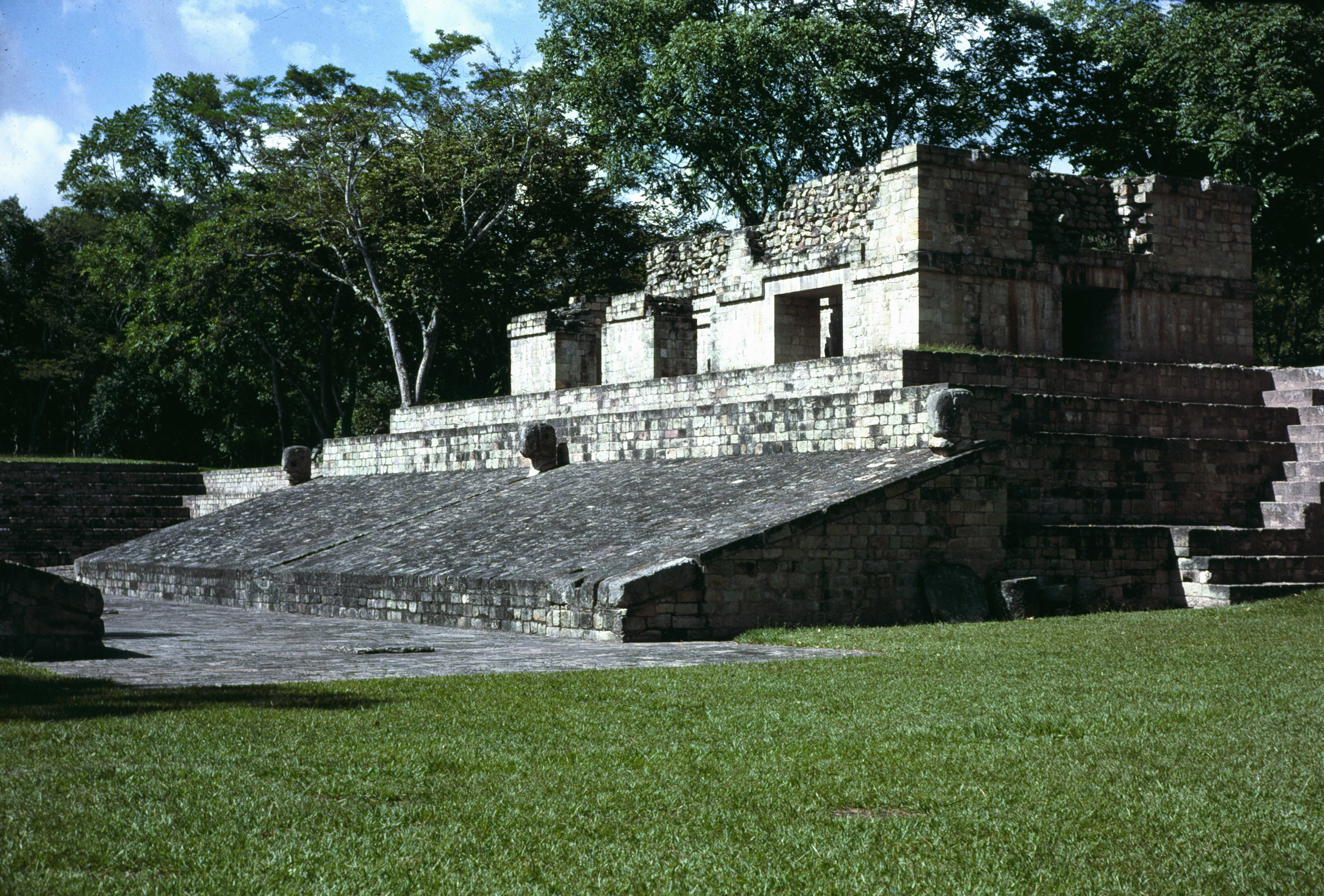
Copán

En el siglo v, el poder de Tikal se expandió hacia el sur, hasta incorporar a la ciudad de Xukpi (actual Copán), cuyo fundador, K'inich Yax K'uk' Mo', tenía vínculos con Tikal.
Xukpi no se encontraba en una región étnicamente maya y la fundación de la dinastía de Xukpi, probablemente, implicaba la intervención directa de Tikal.
K'inich Yax K'uk' Mo' llegó a Xukpi (Copán) en diciembre de 426 y el análisis de los huesos de sus restos demuestra que pasó su infancia y juventud en Tikal.
Una persona conocida como Ajaw K'uk' Mo' (señor K'uk' Mo') es mencionada en un texto temprano de Tikal y bien puede ser la misma persona.
Su tumba tenía características de Teotihuacán y en retratos posteriores fue representado, vestido con el traje guerrero de Teotihuacán. Textos glíficos se refieren a él como «Och'kin Kaloomte'» "Señor del Oeste", al igual que Siyah K'ak'.
Al mismo tiempo, a finales de 426, Copán fundó el sitio cercano de Quiriguá, posiblemente patrocinado por Tikal.
La fundación de ambos centros puede haber sido parte de un esfuerzo para imponer la autoridad de Tikal, en la parte sureste de la región maya.
La interacción entre estos sitios y Tikal fue intensa, durante los siguientes tres siglos.
En el siglo vi surgió una rivalidad duradera entre Tikal y Calakmul, con cada una de las dos ciudades formando su propia red de alianzas mutuamente hostiles, en lo que se ha descrito como una guerra de larga duración entre las dos superpotencias mayas. Los reyes de las dos capitales adoptaron el título Kaloomte', un término que no ha sido traducido con precisión, pero que tiene un significado semejante a Emperador.
A principios del siglo vi, hubo otra reina como gobernante de la ciudad, únicamente conocida como la Señora de Tikal, que era probablemente una hija de Chak Tok Ich'aak II. Parece que nunca gobernó en su propio derecho, ya que fue asociada con cogobernantes masculinos. El primero de ellos fue Kaloomte' B'alam, quien parece haber tenido una larga carrera como general de Tikal, antes de convertirse en corregente, siendo el decimonoveno en la secuencia dinástica. La Señora de Tikal no parece haber sido contabilizada en la numeración dinástica. Al parecer, fue posteriormente emparejada con el señor Garra de Pájaro, del que se presume representa el vigésimo gobernante.

### Clásico tardío

#### Hiato de Tikal

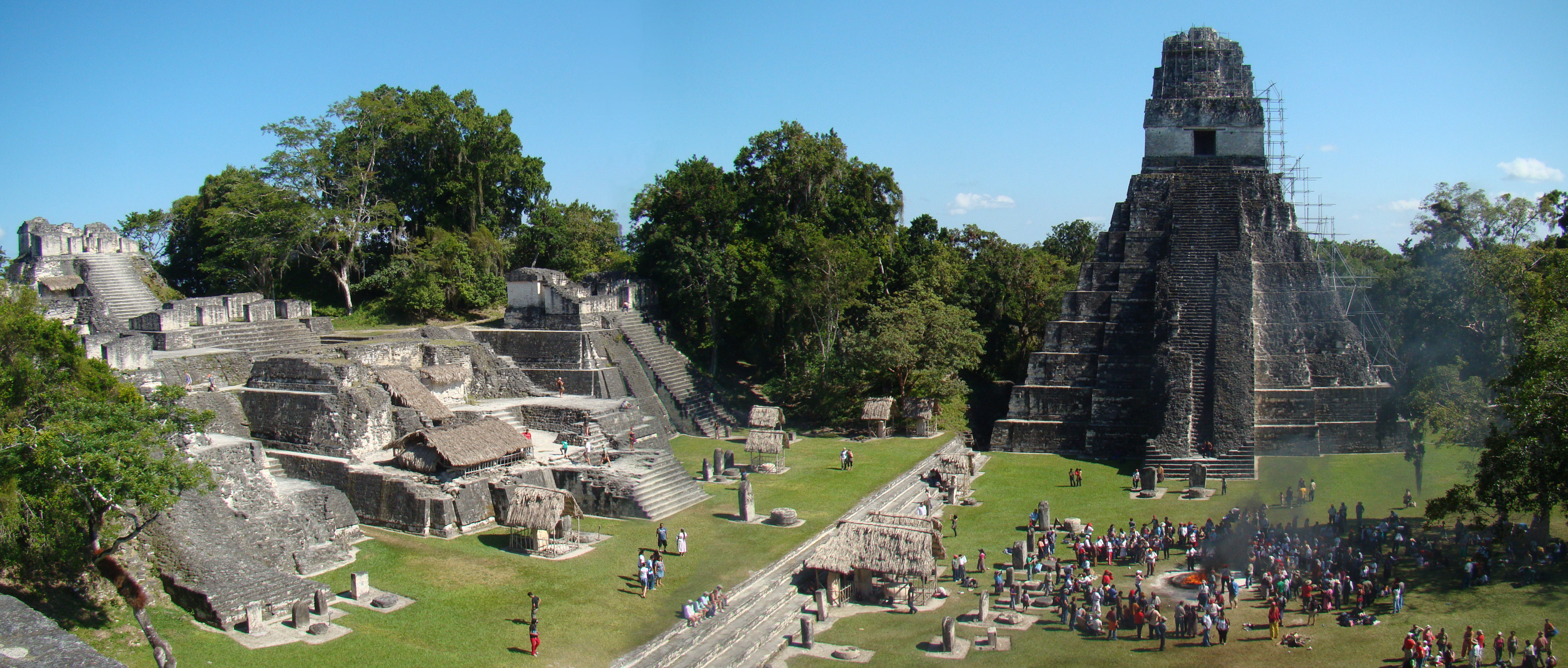
La plaza principal, durante las celebraciones del solsticio de invierno

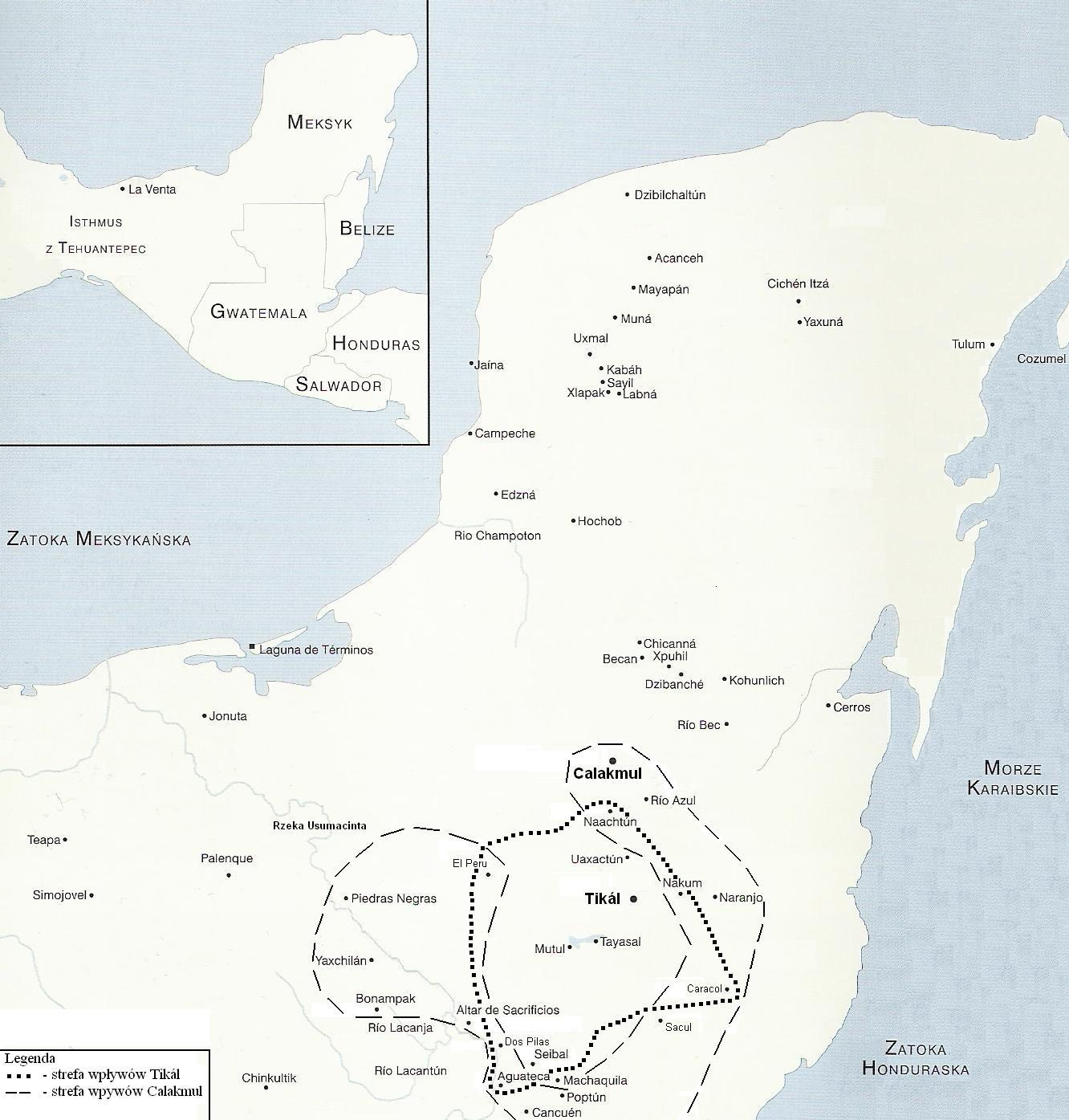
Las zonas de influencia de Calakmul y Tikal durante la guerra entre estas dos ciudades entre 526 y 680 d. C.

A mediados del siglo vi, El Caracol parece haberse aliado con Calakmul, logrando derrotar a Tikal y marcando el cierre del Clásico Temprano.
El «hiato de Tikal» se refiere a un período comprendido entre finales del siglo vi y finales del siglo vii, en el que se registró un descenso en la escritura de inscripciones y una reducción de la construcción a gran escala, en Tikal. En la segunda mitad del siglo vi, la ciudad fue afectada por una grave crisis, en la que no fueron erigidas nuevas estelas y se experimentó una deliberada y amplia mutilación de las esculturas públicas.
Este hiato (o receso) en la actividad en Tikal, quedó sin explicación durante mucho tiempo, hasta que se determinó, mediante desciframientos epigráficos posteriores, que el receso fue impulsado por la completa derrota de Tikal, por los estados aliados de Calakmul y El Caracol, en el año 562, una derrota que parece haber dado lugar a la captura y el sacrificio del rey de Tikal.
El muy erosionado Altar 21, en El Caracol, describe cómo Tikal sufrió esta desastrosa derrota, en una guerra mayor que tuvo lugar en el año 562. Parece que El Caracol era un aliado de Calakmul, en un conflicto más amplio entre esa última ciudad y Tikal, con la derrota de Tikal teniendo un impacto duradero sobre la ciudad.
Tikal no fue saqueada, sino que su poder e influencia fueron quebrados.
Después de su gran victoria, El Caracol creció rápidamente y una parte de la población de Tikal pudo haber sido trasladada, a la fuerza, allí. Durante el hiato, por lo menos uno de los gobernantes de Tikal se refugió con Janaab' Pakal de Palenque, otra de las víctimas de Calakmul.
Calakmul prosperó, durante el largo período de receso experimentado por Tikal.
El inicio del hiato de Tikal ha servido como marcador con el que los arqueólogos subdividen frecuentemente el período Clásico de la cronología mesoamericana en el Clásico Temprano y Clásico Tardío.

#### Tikal y Dos Pilas
En el año 629, Tikal fundó Dos Pilas, un puesto de avanzada militar, a unos 110 kilómetros al sudoeste, con el fin de controlar el comercio a lo largo del curso del río La Pasión.
En 635, B'alaj Chan K'awiil fue instalado en el trono del nuevo puesto de avanzada, a la edad de cuatro años y durante muchos años sirvió como un leal vasallo de su hermano, el rey de Tikal.
Aproximadamente veinte años después, Dos Pilas fue atacado y derrotado por Calakmul. B'alaj Chan K'awiil fue capturado por el rey de Calakmul pero, en lugar de ser sacrificado, fue reinstalado en su trono, como vasallo de su antiguo enemigo y atacó a Tikal en 657, lo que obligó a Nuun Ujol Chaak, el entonces rey de Tikal, a temporalmente abandonar la ciudad.
Los dos primeros gobernantes de Dos Pilas siguieron utilizando el «mutal», el glifo emblema de Tikal y, probablemente, sentían que tenían un derecho legítimo al trono de Tikal mismo. Por alguna razón, B'alaj Chan K'awiil no fue instalado como el nuevo gobernante de Tikal y se quedó en Dos Pilas. Tikal contraatacó a Dos Pilas, en el año 672, obligando a B'alaj Chan K'awiil a exiliarse, durante cinco años.
Calakmul trató de cercar a Tikal dentro de un área dominada por sus aliados, como El Perú, Dos Pilas y El Caracol.
En 682, Jasaw Chan K'awiil erigió el primer monumento, fechado en Tikal en 120 años y se adjudicó el título de Kaloomte', poniendo así fin al hiato. Inició un programa de nueva construcción y revirtió la relación con Calakmul, cuando en 695 capturó al ajaw Yuknoom Yich'aak K'ahk', dejando al estado enemigo en una larga declinación, de la que nunca se recuperó. Tras esta derrota, Calakmul nunca más erigió un monumento celebrando alguna victoria militar.
Con esta derrota de Calakmul, se restauró la preeminencia de Tikal en la región maya central, pero nunca más en el suroeste del Petén, donde Dos Pilas mantuvo su presencia.

#### Tikal después de Teotihuacán
En el siglo vii, no hubo presencia activa de Teotihuacán en cualquier sitio maya y el centro de Teotihuacán había sido arrasado, hacia el 700 d. C. No obstante, el traje de guerra formal, ilustrando los monumentos, se mantuvo en el estilo de Teotihuacán.
Jasaw Chan K'awiil I y su heredero Yik'in Chan K'awiil continuaron con las hostilidades en contra de Calakmul y sus aliados e impusieron un control regional firme, sobre el área alrededor de Tikal, extendiéndose hasta el territorio alrededor del lago Petén Itzá. Estos dos gobernantes fueron responsables de gran parte de la impresionante arquitectura visible en la actualidad.
En 738, Quiriguá, un vasallo de Copán, el aliado clave de Tikal en el sur, cambió de lealtad, favoreciendo a Calakmul, derrotó a Copán y obtuvo su propia independencia.
Esto fue, aparentemente, el efecto de un esfuerzo consciente por parte de Calakmul, para lograr el colapso de los aliados al sur de Tikal.
Esto alteró el equilibrio de poder en el sur de la región maya y resultó en la declinación de Copán.
En el siglo viii, los gobernantes de Tikal recogieron monumentos de todas partes de la ciudad y los trasladaron al frente de la acrópolis norte.
A finales del siglo viii y principios de siglo ix, se desaceleró la actividad de construcción en Tikal. Todavía se construyó arquitectura impresionante, pero son pocas las inscripciones glíficas que se refieren a los gobernantes posteriores.

### Clásico Terminal

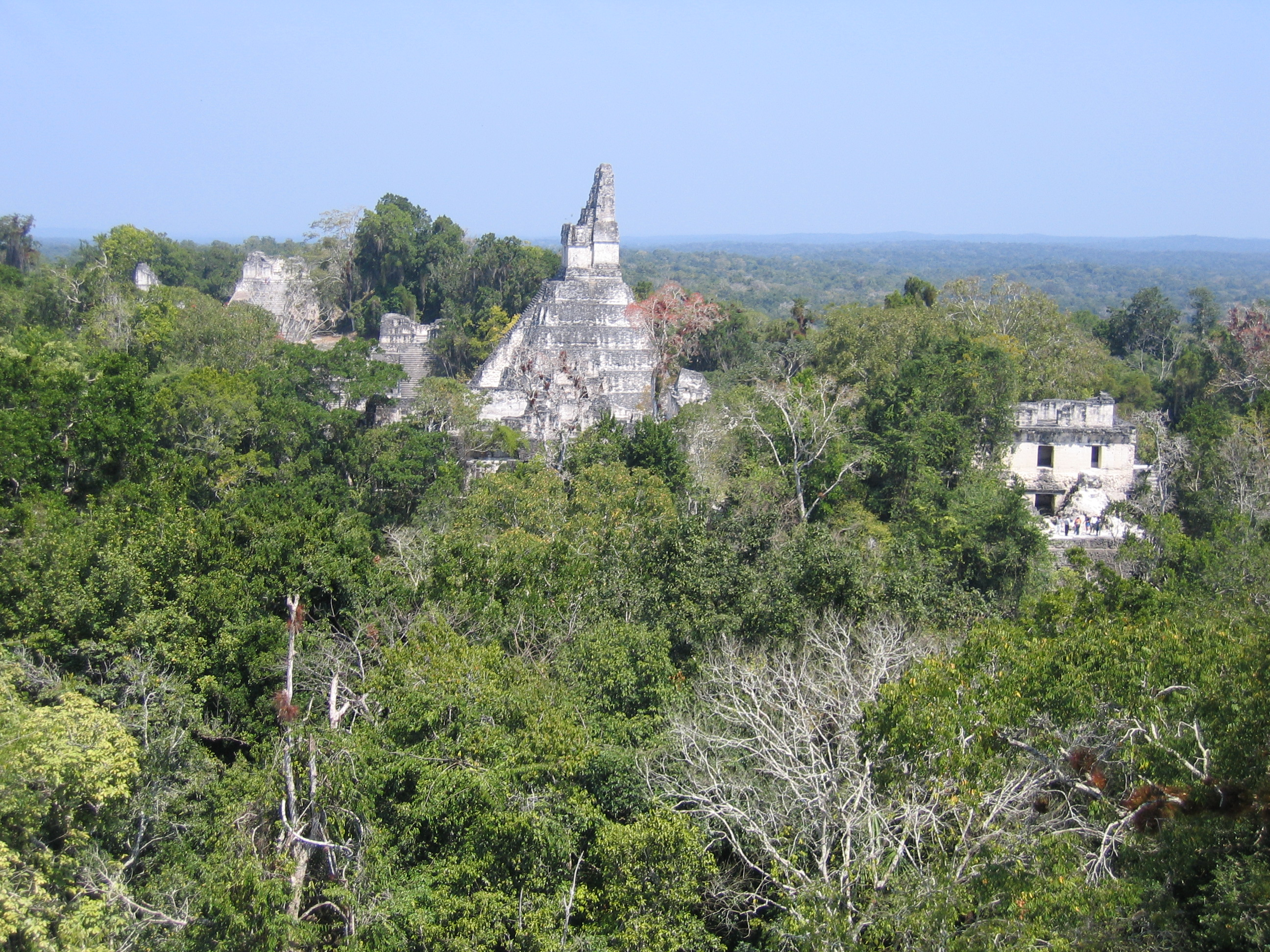
El centro del sitio visto desde el sur, con el Templo I en el centro, la acrópolis norte a la izquierda y la acrópolis central a la derecha

En el siglo ix, la crisis del colapso maya del periodo clásico se extendía por toda la región, con una población en caída libre y una ciudad tras otra cayendo en el silencio.
Cada vez más, la guerra endémica en la región maya obligó a la población rural que sostuvo a Tikal, a concentrarse cerca de la ciudad misma, acelerando el uso de la agricultura intensiva y el correspondiente deterioro del medio ambiente.
La construcción continuó a principios del siglo, con la erección del Templo 3, el último de las pirámides importantes de la ciudad, y la erección de monumentos, para conmemorar el decimonoveno k'atun en 810.
El comienzo del décimo bak'tun, en 830, pasó sin celebración alguna y marca el comienzo de un hiato de 60 años, probablemente como resultado del colapso del control central de la ciudad.
Durante este receso, sitios satélites, que tradicionalmente quedaban bajo el control de Tikal, comenzaron a erigir sus propios monumentos, protagonizando los gobernantes locales y empezaron a utilizar el glifo emblema Mutul, mientras que Tikal, al parecer, carecía de autoridad, o de poder, para reprimir estas tentativas de ganar independencia.
En 849, Jewel K'awiil es mencionado en las escrituras de una estela de Ceibal, como el «divino Señor de Tikal» visitando esta ciudad, pero esta visita no es registrada en otros lugares y el poder de Tikal, una vez tan grande, era poco más que un recuerdo. Los sitios de Ixlu y Jimbal ahora habían heredado el glifo emblema Mutul, que antes era exclusivo de Tikal.
Como Tikal y sus alrededores alcanzaron su población máxima, el área se vio afectada por la deforestación, erosión y la pérdida de nutrientes, seguido de una rápida disminución de la población. Tikal y sus alrededores, aparentemente, perdieron la mayoría de su población entre 830 y 950 y la autoridad central pudo haberse colapsado rápidamente.
No hay mucha evidencia de que la ciudad de Tikal se viera afectada directamente por la guerra endémica, que afectó partes de la región maya durante el Clásico Terminal, aunque la afluencia de refugiados de la región de Petexbatún pudo haber exacerbado los problemas derivados de la insuficiencia de recursos disponibles en el medio ambiente.
En la segunda mitad del siglo ix, hubo un intento de reinstaurar el poder real en la muy reducida ciudad de Tikal, como lo demuestra una estela erigida en la Gran Plaza por Jasaw Chan K'awiil II, en el año 869. Este fue el último monumento erigido en Tikal antes de que la ciudad finalmente cayera en el silencio. Los antiguos satélites de Tikal, como Jimbal y Uaxactún, no duraron mucho más tiempo, erigiendo sus monumentos finales en 889.
A finales del siglo ix, la gran mayoría de la población de Tikal había abandonado la ciudad. Sus palacios fueron ocupados por ocupantes ilegales y se construyeron sencillas viviendas, con techo de paja, en las plazas ceremoniales de la ciudad. Los nuevos ocupantes bloquearon algunas entradas en las habitaciones de las estructuras monumentales del sitio y dejaron basura, que incluía una mezcla de residuos domésticos y artículos no utilitarios, tales como instrumentos musicales. Estos habitantes reutilizaron los monumentos para sus propios rituales, muy alejados de los de la dinastía real que los había levantado.
Algunos monumentos fueron dañados y algunos fueron trasladados a nuevos lugares. Antes del abandono final de la ciudad, había desaparecido todo el respeto por los antiguos gobernantes, ya que las tumbas de la necrópolis norte fueron exploradas en busca de jade y las más accesibles fueron saqueadas. Después del año 950, Tikal estaba casi desierta, a pesar de que una población remanente pudo haber permanecido en chozas perecederas, intercaladas entre las ruinas.
En el siglo x o xi, estos últimos habitantes también abandonaron la ciudad y la selva reclamó las ruinas durante los siguientes mil años.
Una parte de la población de Tikal pudo haber migrado a la región de los lagos del Petén, una zona que se mantuvo densamente poblada, a pesar de una caída en los niveles de población en la primera mitad del siglo ix.
La causa más probable del colapso de Tikal fue la sobrepoblación y la decadencia agraria. Tikal, con su antigua dinastía, había estado en la vanguardia de la vida cortesana, del arte y de la arquitectura durante más de mil años. Su caída fue un duro golpe al corazón de la civilización maya clásica.
Investigaciones de Kohler et coll. demostraron que la ciudad alcanzó al final de su apogeo niveles de desigualdad social y económica insostenibles, lo cual sin duda contribuyó a su colapso.

### Historia moderna

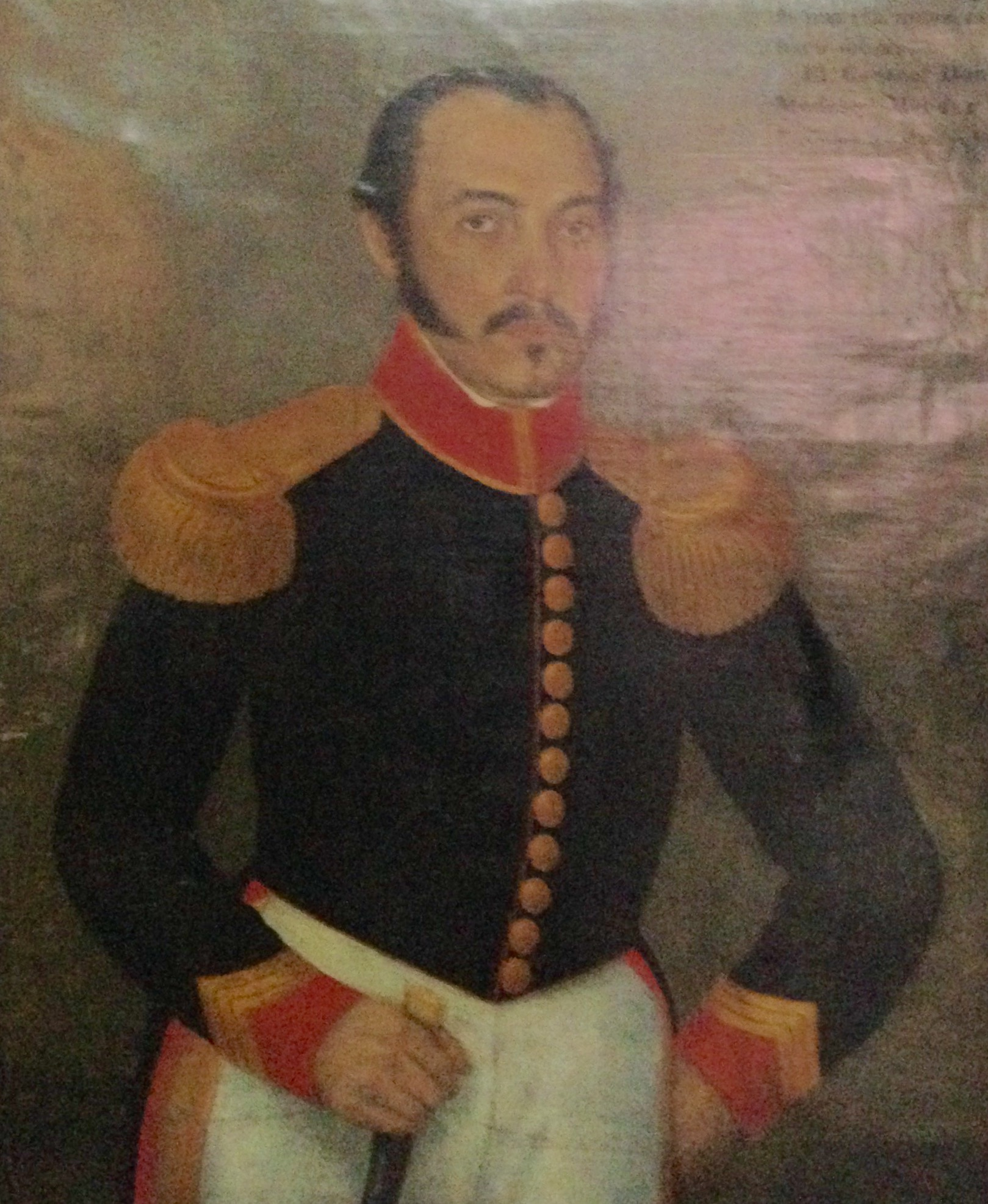
Modesto Méndez, gobernador de Petén que descubrió las ruinas de Tikal en 1848, en su uniforme militar
Museo Nacional de Historia de Guatemala

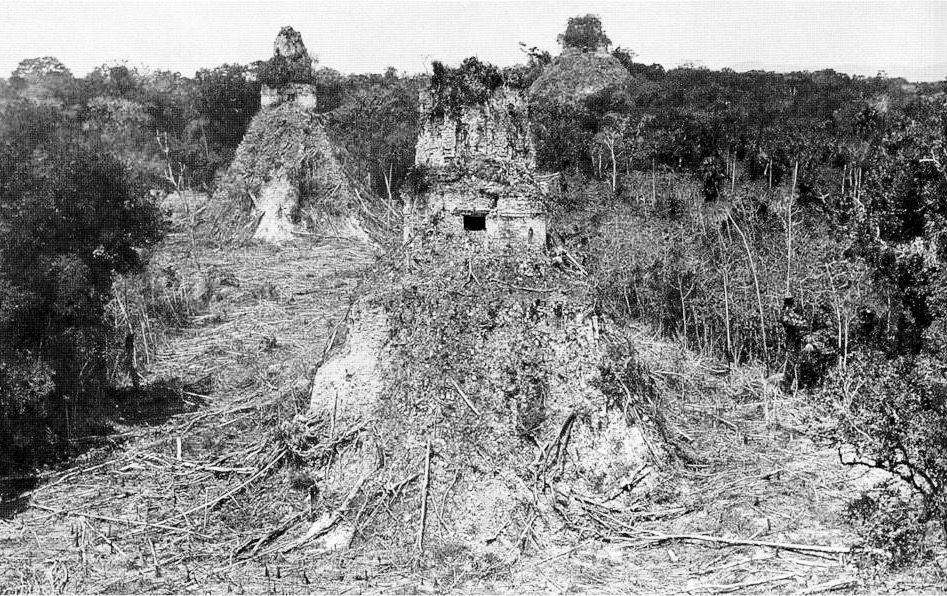
Primeras fotografías de Tikal tomadas por Alfred Percival Maudslay en 1882

En 1525, el conquistador español Hernán Cortés pasó a pocos kilómetros de las ruinas de Tikal, pero no las mencionó en sus cartas.
Como sucede a menudo con grandes ruinas antiguas, el conocimiento del sitio nunca se perdió completamente en la región. Aparentemente la población de la región nunca se olvidó de Tikal y, en la década de 1840, guiaron expediciones guatemaltecas a las ruinas. Algunos relatos de segunda o tercera mano de Tikal aparecieron en prensa, a partir del siglo xvii y fueron seguidos por los escritos de John Lloyd Stephens, en el siglo xix. (Durante sus viajes, de 1839-1840, en la región, Stephens y Frederick Catherwood, su ilustrador, escucharon rumores de una ciudad perdida, con edificios blancos, cuyas partes superiores dominaron la selva).
Debido a la lejanía del sitio, ningún explorador visitó las ruinas de Tikal hasta que Modesto Méndez y Ambrosio Tut, respectivamente el corregidor y el gobernador de Petén, las visitaron en 1848, junto con Vicente Díaz, Bernabé Castellanos y el maestro Eusebio Lara, quien los acompañó, para elaborar las primeras ilustraciones de los monumentos. En el último párrafo del informe que remitió al gobierno de Carrera, escribió: «Yo debo de cumplir con mi deber, pues me sería sensible que otros curiosos extranjeros vengan a dar publicidad a todos los objetos que estoy viendo y palpando. Vengan en hora buena esos viajeros con mayores posibilidades y facultades intelectuales, hagan excavaciones al pie de las estatuas, rompan los palacios y saquen las curiosidades y tesoros que no podrán llevar, jamás, sin el debido permiso; pero nunca podrán nulificar, ni eclipsar el lugar que me corresponde, al haber sido el primero en descubrir estas ruinas; sin gravar los fondos públicos, les abrí camino, y tuve el honor de comunicar al supremo gobierno de la república, cuanto interesante y superior se encuentra en la capital de este imperio; sin miras de interés personal o particular, únicamente satisfecho y persuadido que mi persona y cortos bienes pertenecen a la patria, al gobierno y a mis hijos».
En 1853, tras la publicación del diario de Méndez en la Gaceta de Guatemala, se dio a conocer el redescubrimiento a la comunidad científica, mediante una publicación de la Academia de Ciencias de Berlín.>
A finales del siglo xix y principios del siglo xx, varias otras expediciones siguieron, para profundizar las investigaciones, incluyendo la expedición de Alfred P. Maudslay en 1881-82 y los arqueólogos pioneros comenzaron a limpiar, dibujar mapas y registrar las ruinas, en la década de 1880.

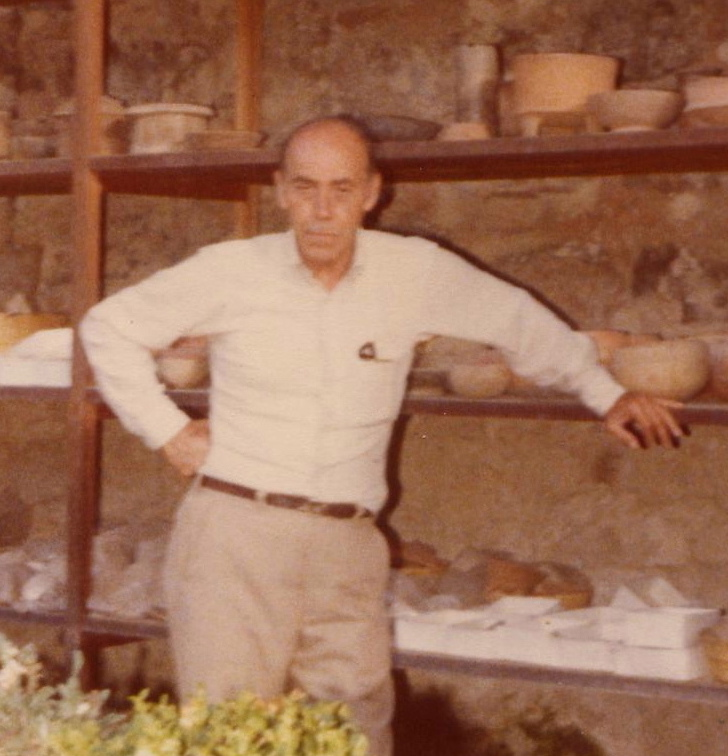
El arqueólogo Edwin M. Shook, director de terreno del Proyecto Tikal, fue crucial en el reconocimiento de Tikal como primer parque nacional de Guatemala

En 1951, una pequeña pista de aterrizaje fue construida cerca de las ruinas, a las que previamente solo se podía acceder tras un viaje de varios días por la selva, a pie, o en mulas.
En 1956, el proyecto Tikal comenzó a dibujar mapas de la ciudad, en una escala nunca antes vista en la región maya. De 1956, a 1970, excavaciones arqueológicas importantes fueron realizadas por el Proyecto Tikal de la Universidad de Pensilvania; mapearon la mayor parte del sitio y excavaron y restauraron muchas de las estructuras.
De 1957 a 1969, las excavaciones dirigidas por Edwin M. Shook y más tarde por William R. Coe, de la Universidad de Pensilvania, se enfocaron en la Acrópolis Norte y la Plaza Central. El Proyecto Tikal logró registrar más de 200 monumentos en el yacimiento.
En 1979, el gobierno guatemalteco inició un nuevo proyecto arqueológico en Tikal, que continuó hasta 1984.
Una ilustración del Templo I de Tikal fue incluida en el reverso del billete de 50 centavos del Quetzal guatemalteco.
Las ruinas de Tikal, como parte del parque nacional Tikal, fueron el primer sitio arqueológico en ser declarado Patrimonio de la Humanidad, en 1979 y, asimismo, el primer Patrimonio de la Humanidad mixto (ecológico y arqueológico) del mundo.
En la actualidad, Tikal, en medio de su propio parque nacional, se ha convertido en una atracción turística importante, y cuenta con un museo, construido en 1964.
En 2018, la iniciativa PACUNAM llevó a cabo estudios de cartografía sobre Tikal, a través de la técnica de escaneo LIDAR (Light Detection And Ranging) para remover digitalmente los árboles que esconden dicha ciudad maya. Esto contribuyó a que se descubrieran más de 12 000 estructuras urbanas, en el área de Tikal, es decir 8000 más de las que se tenían estimadas, hasta antes de aplicar la LIDAR.

## Descripción de la ciudad

Mapa del centro de la ciudad

Tikal ha sido parcialmente restaurada por la Universidad de Pensilvania y el Gobierno de Guatemala. Fue una de las ciudades mayas más importantes del periodo Clásico y una de las más grandes del continente americano.
La arquitectura de la antigua ciudad está construida de piedra caliza e incluye los restos de los templos, que se elevan más de 70 metros, grandes palacios reales, además de una serie de pirámides menores, palacios, residencias, edificios administrativos, plataformas y monumentos de piedra con inscripciones.
Hay, incluso, un edificio con barras de madera en las ventanas y puertas, que parecía haber sido una cárcel. También hay siete pistas para jugar el juego de pelota mesoamericano, incluyendo un conjunto de tres pistas, en la Plaza de los Siete Templos, una característica única en Mesoamérica.
La piedra caliza utilizada para la construcción fue extraída de canteras en el lugar mismo. Las depresiones que se formaron por la extracción de la piedra fueron recubiertas e impermeabilizadas para utilizarlas como depósitos de agua o embalses, junto con algunas depresiones naturales impermeabilizadas. Las plazas principales, cuya superficie estaba revestida de estuco, fueron establecidas en un gradiente para canalizar el agua de lluvia, en un sistema de canales que alimentaron los embalses
La zona residencial de Tikal cubre una superficie de aproximadamente 60 km², la cual, en gran parte, aún no ha sido limpiada, mapeada, o excavada. En la década de 1960 se descubrió un extenso conjunto de terraplenes, cercando Tikal con una zanja de 6 metros de ancho detrás de una muralla.
Puede haber encerrado un área de unos 125 km² (véase abajo). Las estimaciones de población ponen el tamaño demográfico del sitio, entre 10 000 y 90.000 habitantes y, posiblemente, hasta 425.000 habitantes, cuando se incluye el área circundante. Recientemente, la exploración de los terraplenes de defensa ha demostrado que su magnitud es muy variable y que en muchos lugares es intrascendente, como un elemento defensivo. Además, algunas partes de los terraplenes están integradas en un sistema de canales. El conjunto de terraplenes de Tikal varía de manera significativa, en la cobertura de lo que se propuso originalmente, y parece ser mucho más complejo y multifacético de lo que se pensaba, originalmente.

### Calzadas
A finales del Clásico Tardío, una red de sacbéob (calzadas), con una longitud de varios kilómetros, atravesó el núcleo urbano, vinculando las diferentes partes de la ciudad. Estas calzadas eran anchas y fueron construidas de piedra caliza y yeso. No solo sirvieron de vía de comunicación durante la época de lluvias, sino también de diques.
Han sido nombradas, en honor de los primeros exploradores y arqueólogos, las calzadas Maler, Maudslay, Tozzer y Méndez.
La calzada Maler corre al norte de la ciudad, por atrás del Templo I, hasta el Grupo H. Un gran bajorrelieve, tallado en roca caliza, se encuentra a lo largo de una parte de la calzada, justo al sur del Grupo H. Data del Clásico Tardío y muestra a dos prisioneros atados.
La calzada Maudsley corre al noreste, sobre 0,8 km, del Templo IV, al Grupo H.
La calzada Méndez corre al sureste, de la Plaza del Oriente, al Templo VI, sobre una distancia de aproximadamente 1,3 km.
La calzada Tozzer corre al oeste, de la Gran Plaza, al Templo IV.

### Conjuntos arquitectónicos

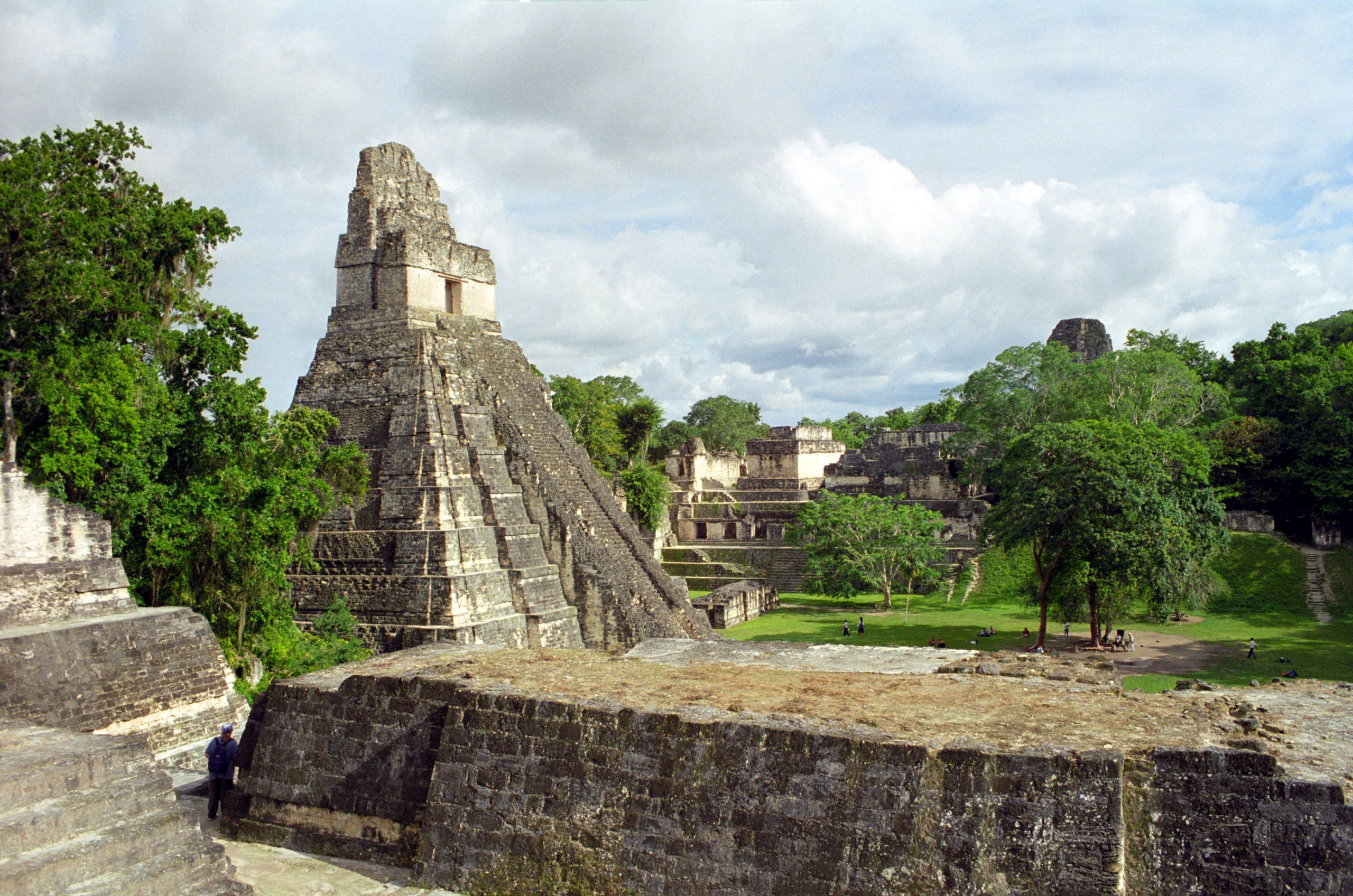
Templo I o Templo del Gran Jaguar, visto desde Acrópolis Norte, Acrópolis Central al fondo

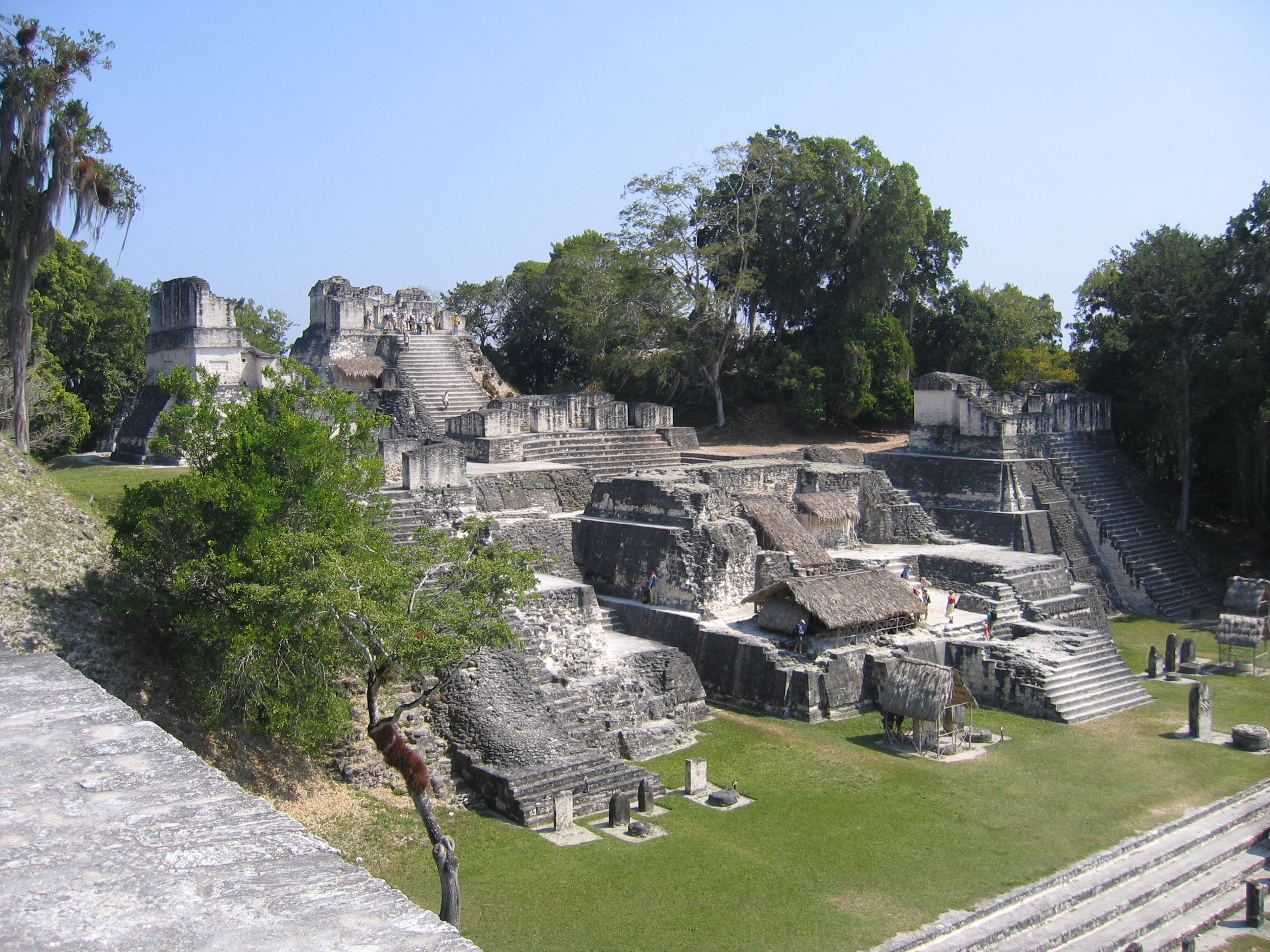
Acrópolis Norte

La Gran Plaza está ubicada en el centro de la ciudad, flanqueada por dos grandes templos piramidales a sus lados este y oeste. Al norte, está bordeada por la Acrópolis Norte y, en el sur, por la Acrópolis Central.
La Acrópolis Central es un complejo de palacios, ubicado justo al sur de la Gran Plaza.
La Acrópolis Norte, junto a la Gran Plaza, inmediatamente al sur, es uno de los conjuntos arquitectónicos más estudiados de la región maya. El Proyecto Tikal excavó una larga zanja en todo el complejo, estudiando a fondo la historia de la construcción. Es un conjunto complejo, cuya construcción se inició en el período Preclásico, alrededor del 350 a. C. Se convirtió en un complejo funerario de la dinastía gobernante de la época clásica, con cada entierro real añadiendo nuevos templos, en la parte superior de las estructuras más antiguas. Después del año 400 d. C., se agregó una fila de altas pirámides a la antigua plataforma Norte, que mide 100 por 80 metros, escondiéndola gradualmente de la vista. Ocho templos piramidales fueron construidos en el siglo vi. Cada uno de ellos tenía una elaborada crestería y una escalinata, flanqueada por máscaras de los dioses. Hacia el siglo ix, se habían erigido 43 estelas y 30 altares, en la Acrópolis Norte. 18 de estos monumentos fueron tallados con Escritura maya y retratos reales. La Acrópolis Norte continuó recibiendo los entierros, en el período Posclásico.

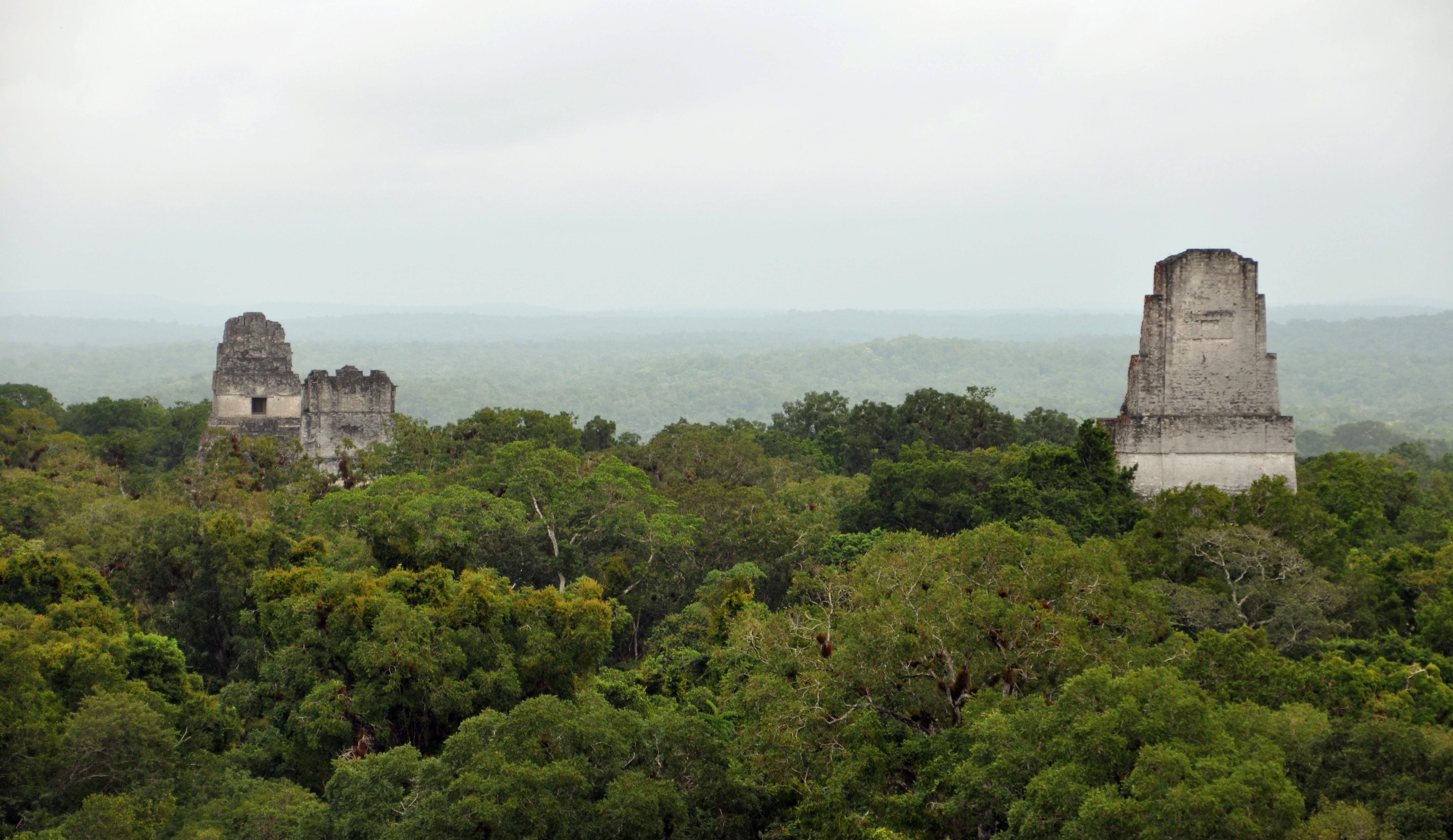
Los Templos I, II, III y V vista desde Templo IV

La Acrópolis Sur se encuentra junto al Templo V. Se construyó sobre una gran plataforma de base que cubre un área de más de 20 000 metros cuadrados.
La Plaza de los Siete Templos se encuentra al oeste de la Acrópolis Sur. Su límite oriental está bordeado por una serie de templos casi idénticos, por palacios en los lados sur y oeste, y por una inusual triple pista de juego de pelota en el lado norte.>
El Conjunto G se encuentra justo al sur de la calzada Méndez. El complejo data del Clásico Tardío y se compone de estructuras tipo palacio y es uno de los grupos más grandes de su tipo en Tikal. Tiene dos pisos, pero la mayoría de las habitaciones están en la planta baja, un total de 29 cuartos abovedados. Los restos de dos habitaciones más, pertenecen a la planta superior. Una de las entradas del conjunto fue marcada por una gigantesca máscara.
El Conjunto H se centra en una larga plaza, al norte de la Gran Plaza. Está bordeado por templos que datan del Clásico Tardío.

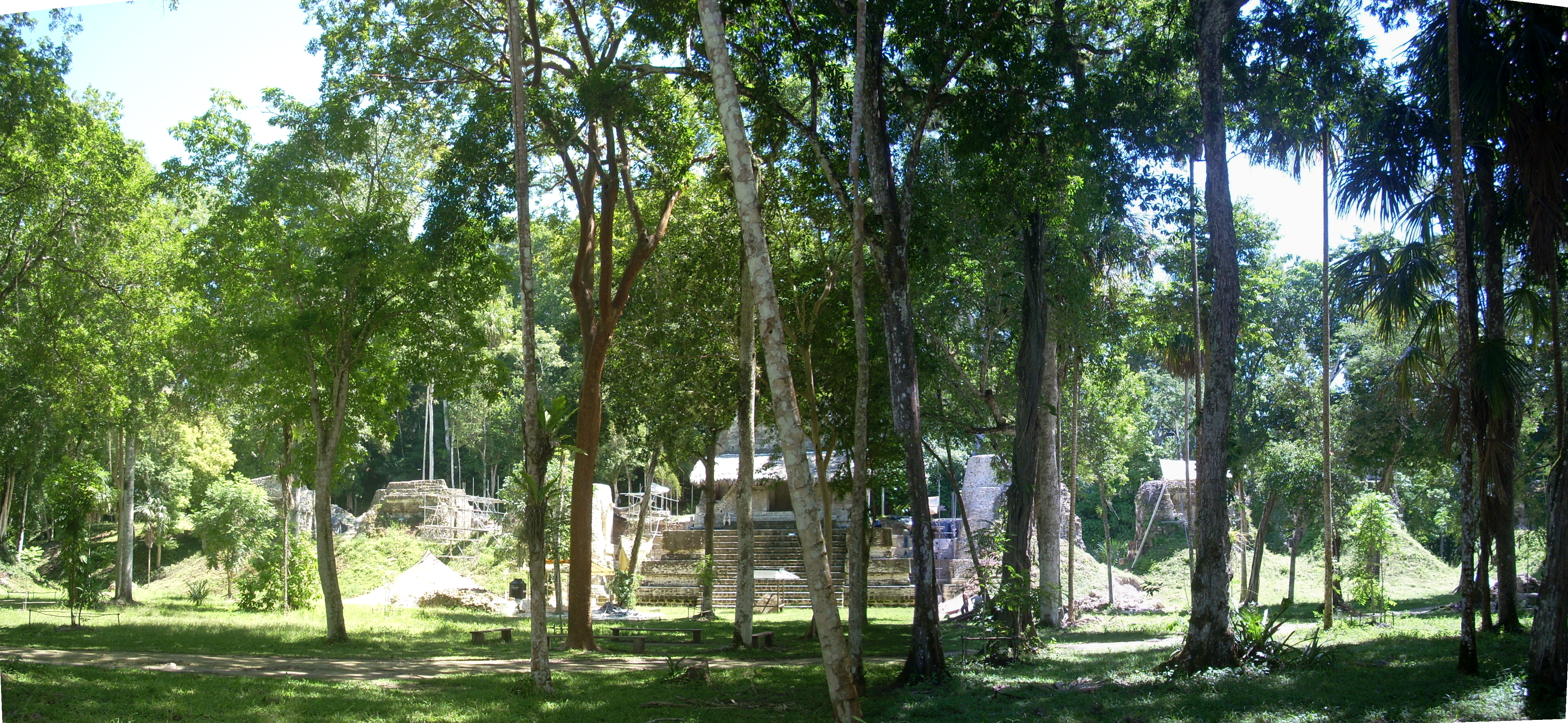
La plaza de los Siete Templos

Hay nueve complejos de pirámides gemelas en Tikal, una de las cuales se desmanteló por completo, en tiempos antiguos y algunas otras fueron parcialmente destruidas. Varían en tamaño, pero todas consisten de dos pirámides, una frente a otra, en un eje este-oeste.
Estas pirámides son aplanadas y tienen escaleras en los cuatro lados. Una fila de estelas lisas se encuentra inmediatamente al oeste de la pirámide oriental y otra al norte de las pirámides. Ubicada a una misma distancia de las pirámides, se encuentra una serie de pares de estructuras, compuestas de un altar y una estela esculpida. En el lado sur de estos complejos hay un largo edificio abovedado, que contiene una sola habitación con nueve puertas.
El complejo entero fue construido en un mismo tiempo y estos complejos fueron construidos durante el Clásico Tardío, a intervalos de un k'atun (20 años).
El primer complejo de pirámides gemelas fue construido a principios del siglo vi, en la Plaza Oriental. Anteriormente se pensaba que estas pirámides gemelas eran exclusivas de Tikal, pero recientemente se han encontrado algunos otros ejemplos, en sitios como Yaxhá y Ixlu, lo que puede reflejar el grado de dominio político de Tikal, en el Clásico Tardío.
Conjunto Q  es uno de los más grandes complejos de pirámides gemelas de Tikal. Fue construido por Yax Nuun Ayiin II, en el año 771, para marcar el fin del decimoséptimo K'atun.
La mayor parte del complejo ha sido restaurado y sus monumentos han sido reconstruidos.
Conjunto R es otro complejo de pirámides gemelas, que data de 790. Se encuentra cerca de la calzada Maler.

### Estructuras
Tikal cuenta con miles de antiguas estructuras arquitectónicas, de las que solo una fracción ha sido excavada, después de décadas de trabajo arqueológico. Entre los edificios más prominentes se incluyen seis pirámides muy grandes, cada uno soportando la estructura de un templo, en la parte superior. Algunas de estas pirámides tienen una altura de más de 60 metros. Fueron numeradas secuencialmente (templo I - VI), durante el estudio de campo inicial del yacimiento. Se estima que cada uno de estos grandes templos podría haberse construido en tan solo dos años.
Las pirámides de Tikal fueron posicionadas una frente a otra y las salas que se construyeron en la parte superior de las pirámides tienen depresiones en las paredes de piedra, que sirven como amplificadores del sonido de la voz. Aquí, el diseño arquitectónico maya se realiza plenamente y la voz de los Ahau adquirió cualidades casi divinas. Debido a los resonadores de piedra en la parte superior de una pirámide, la voz de una persona, hablando a un volumen normal, puede ser escuchado por otra persona que se sitúa en la parte superior de otra pirámide, a una distancia sorprendente.[cita requerida]
La mayoría de las pirámides visibles en la actualidad, se construyeron durante el resurgimiento, después del hiato de Tikal; es decir, a partir de finales del siglo vii, a principios del siglo ix. Sin embargo, cabe señalar que la mayoría de estas estructuras arquitectónicas tienen subestructuras, que se construyeron antes del Hiato de Tikal.[cita requerida]

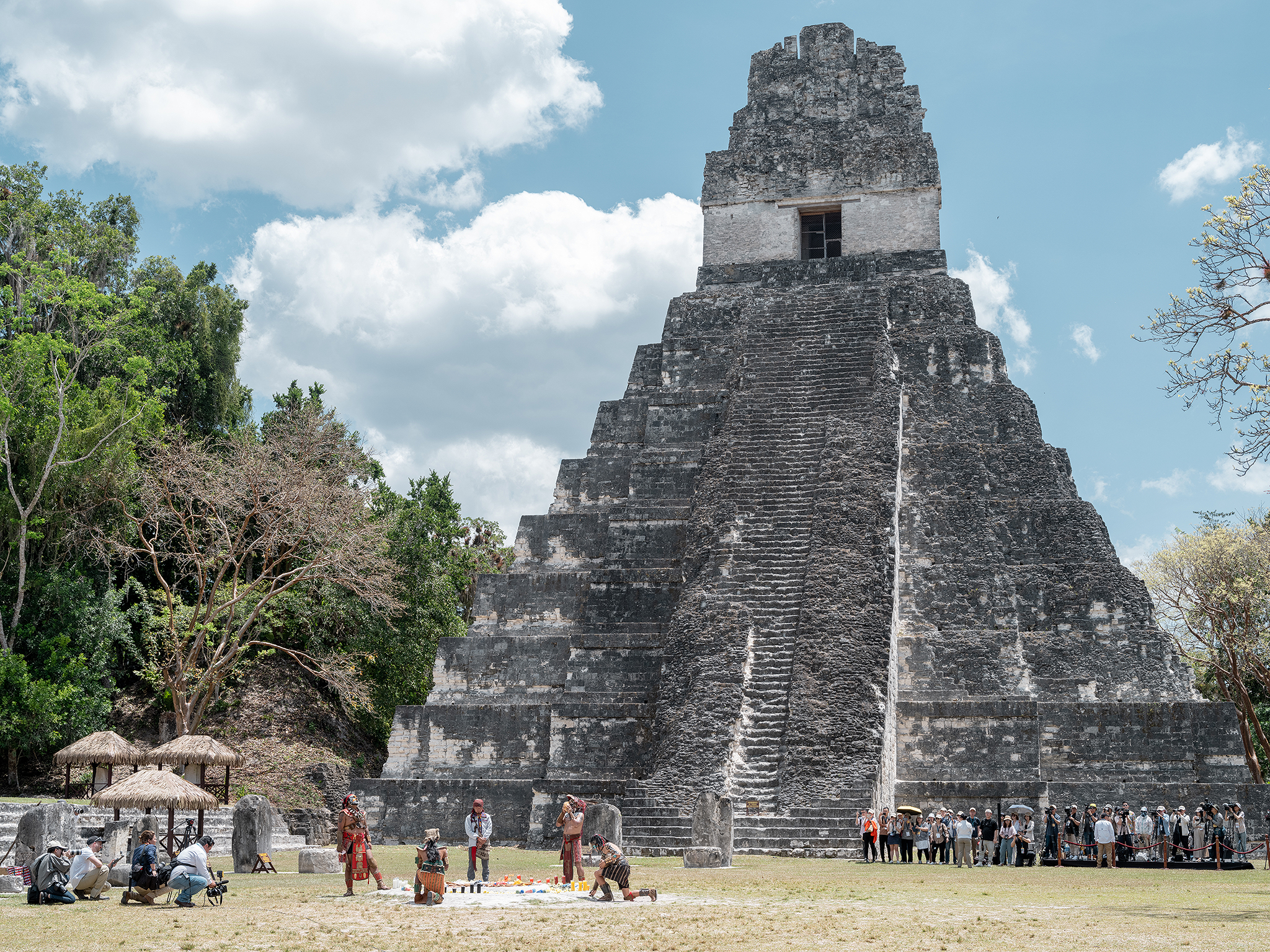
Templo I.

El Templo I (también conocido como Templo de Ah Cacao o Templo del Gran Jaguar) es una pirámide funeraria, dedicada a Jasaw Chan K'awil, que fue sepultado en esta estructura, en el año 734. La pirámide tiene una altura de 47 metros, y su construcción fue finalizada alrededor del 740 al 750. La crestería masiva que encabeza el templo, fue originalmente decorada con una gigantesca escultura del rey en su trono, pero poco sobrevive de esta decoración. La tumba del rey data del Clásico Tardío y fue descubierta en 1962. Entre los objetos recuperados de la tumba, se encuentra una grande colección de tubos de huesos humanos y animales, con inscripciones y bandejas con escenas representando deidades y personas, finamente talladas y frotadas con bermellón, así como ornamentos de jade, de conchas y recipientes de cerámica, llenos de ofrendas, como alimentos y bebidas. El santuario en la cumbre de la pirámide tiene tres cámaras consecutivas, con las entradas cruzadas por dinteles de madera, hechos de múltiples vigas. El dintel exterior era liso, pero los dos interiores eran tallados. Algunas de las vigas fueron removidas en el siglo xix y se desconoce su ubicación actual. Otros fueron llevados a algunos museos de Europa.

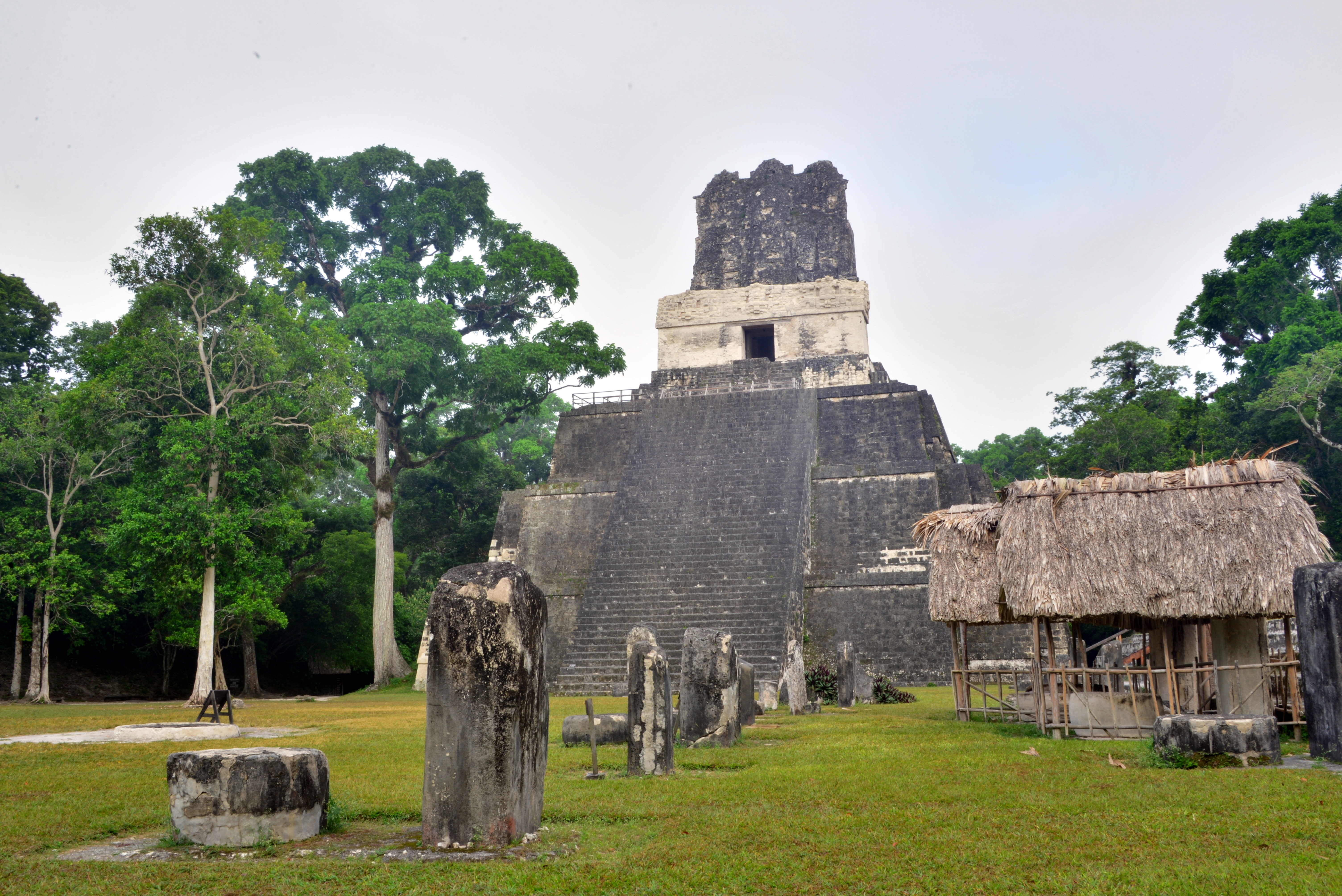
Templo II.

El Templo II (también conocido como Templo de las Máscaras) se construyó en torno al año 700, y tiene una altura de 38 metros. Al igual que otros grandes templos de Tikal, el santuario en su cumbre tenía tres cámaras consecutivas, con las entradas cruzadas por dinteles de madera, de los que solo la mitad fue tallada. El templo era dedicado a la esposa de Jasaw Chan K'awil, aunque no se encontró su tumba. El retrato de la reina fue tallado en el dintel cruzando la entrada del santuario en la cumbre. Una de las vigas de este dintel se encuentra ahora en el Museo Americano de Historia Natural de Nueva York.

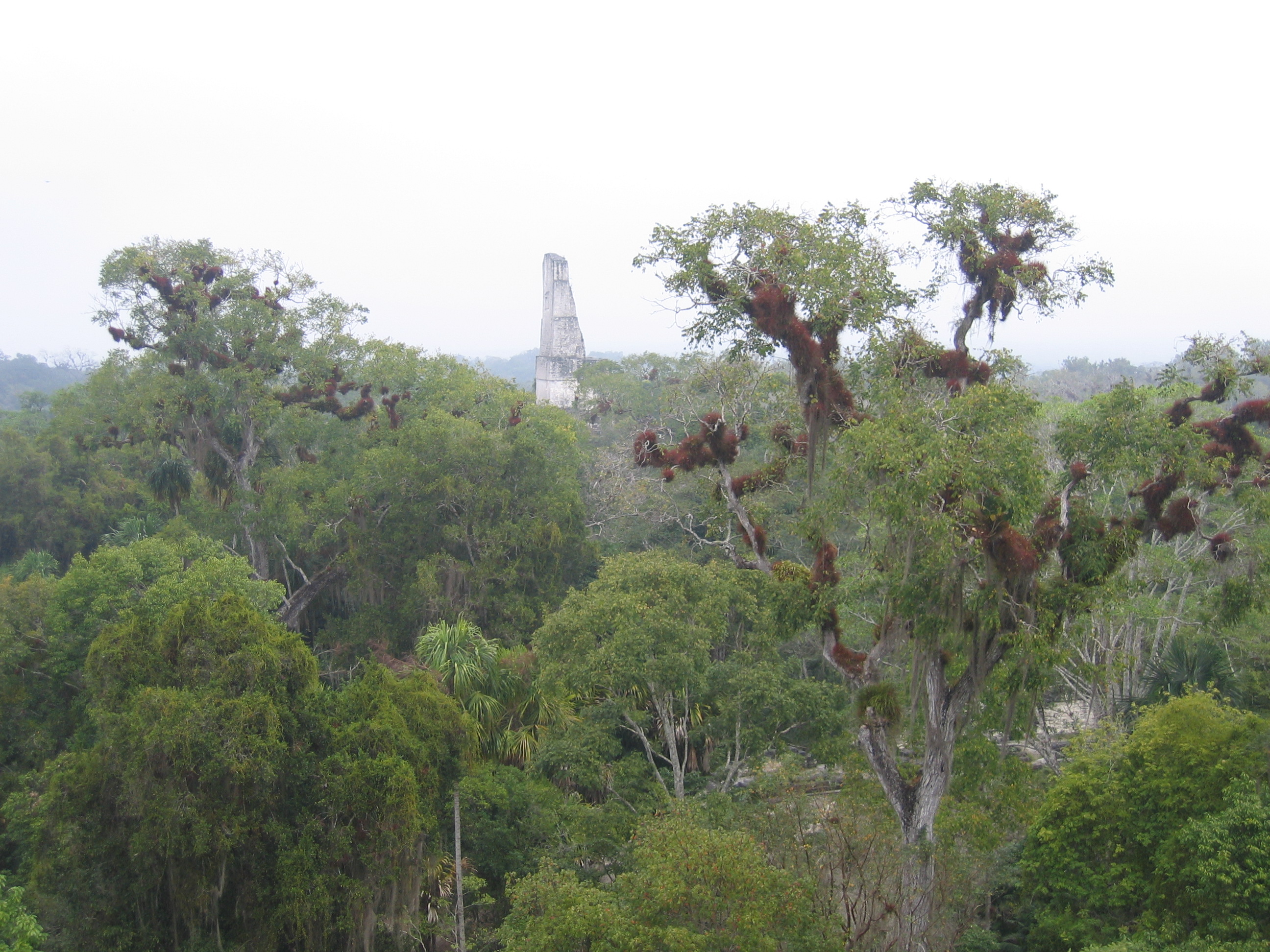
Templo III.

Templo III (también conocido como Templo del Gran Sacerdote o Templo del Sacerdote Jaguar) fue la última de las grandes pirámides que se construyó en Tikal. Se levanta 55 metros y contenía un dintel de techo elaboradamente esculpido, pero dañado, que, posiblemente, muestra al rey Sol Oscuro, participando en una danza ritual, alrededor del año 810. El santuario del templo tiene dos cámaras.

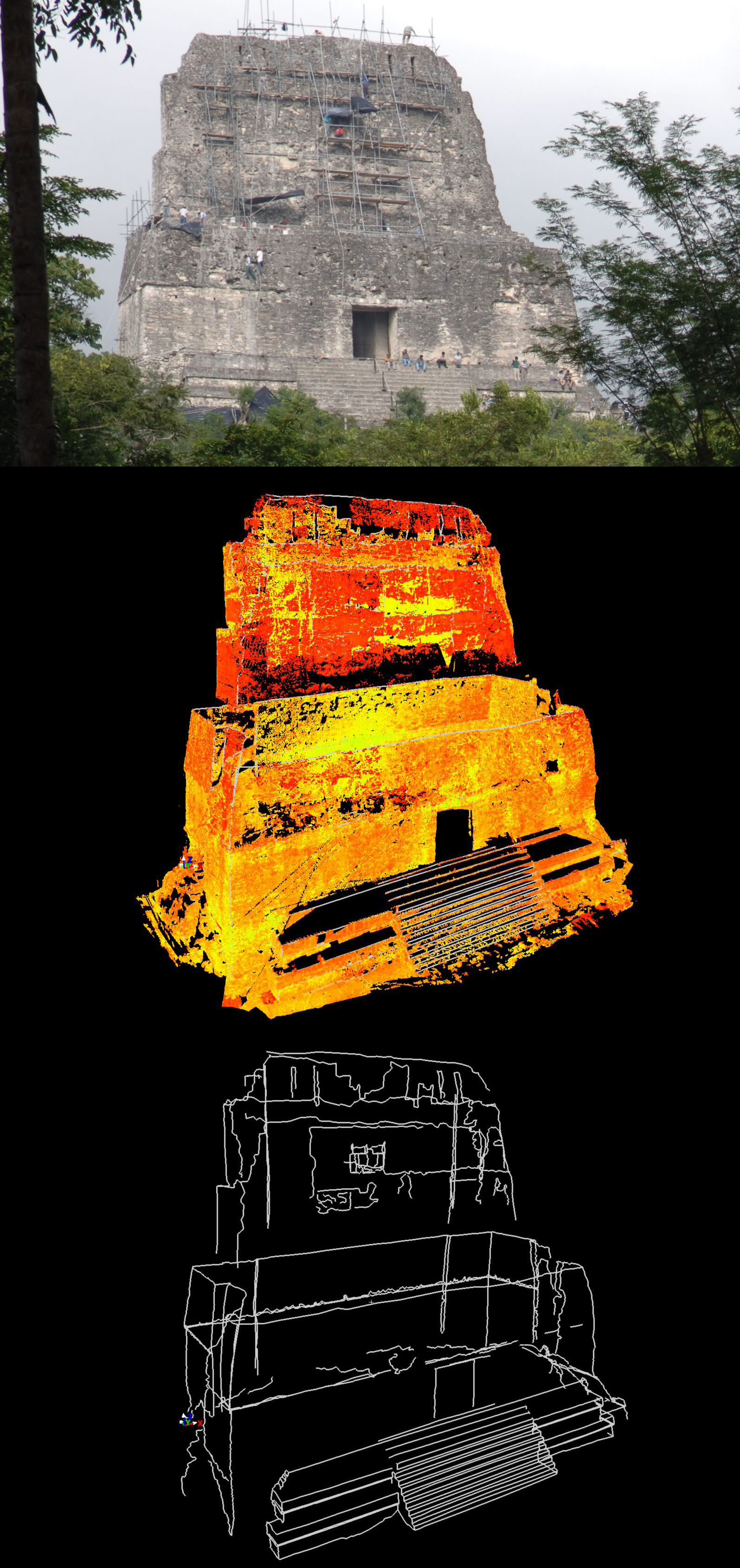
Imágenes isométricas de la crestería del Templo IV, utilizando los datos adquiridos por un escáner láser de CyArk

El Templo IV (también conocida como Templo de la Serpiente Bicéfala), es el más alto templo-pirámide de Tikal. Mide 70 metros, desde el nivel del suelo de la plaza, hasta la parte superior de su crestería. Su creación marca el reinado de Yik’in Chan Kawil (Gobernante B, el hijo del Gobernante A o Jasaw Chan K'awiil I); dos dinteles de madera tallada sobre la entrada que conduce al templo en la cumbre de la pirámide, muestra una fecha en cuenta larga (9.15.10.0.0), que corresponde al año 741. Para el siglo viii, el templo IV era la segunda pirámide más grande construida en toda la región maya y en la actualidad es la tercera estructura precolombina más alta del continente americano, solo superada por la pirámide de Toniná de 75 metros de altura y la pirámide de La Danta, con 72 metros de altura en la actualidad.

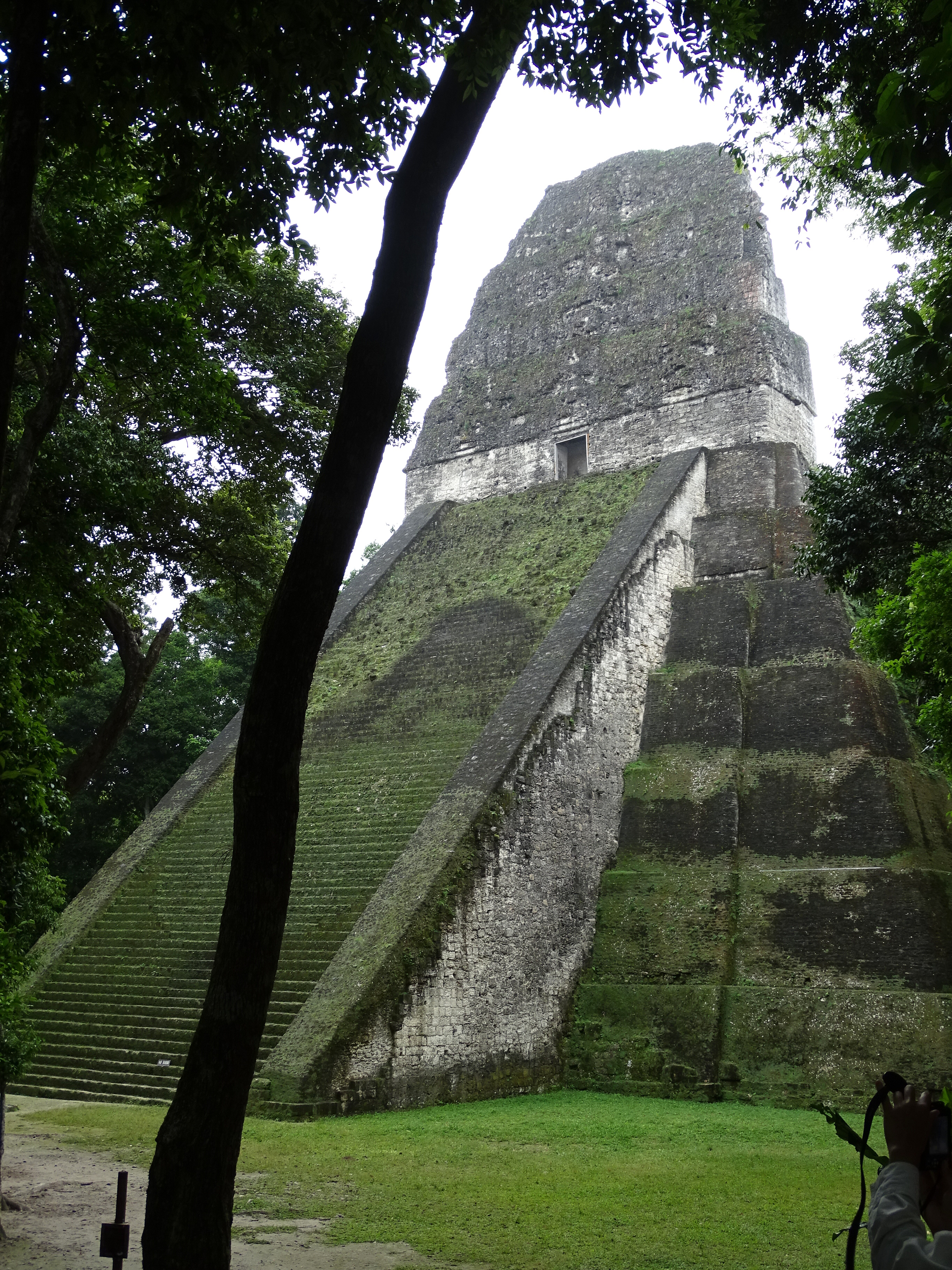
Templo V.

El Templo V se encuentra al sur de la Acrópolis Central y es la pirámide funeraria de un gobernante aún no identificado. El templo tiene una altura de 57 metros y es la segunda estructura más alta de Tikal - solo el Templo IV es más alto. El templo data del Clásico Tardío y ha sido fechado alrededor del año 700, mediante datación por radiocarbono. La cerámica asociada con la estructura, sitúa su construcción en el reinado de Nun Bak Chak, en la segunda mitad del siglo vii.

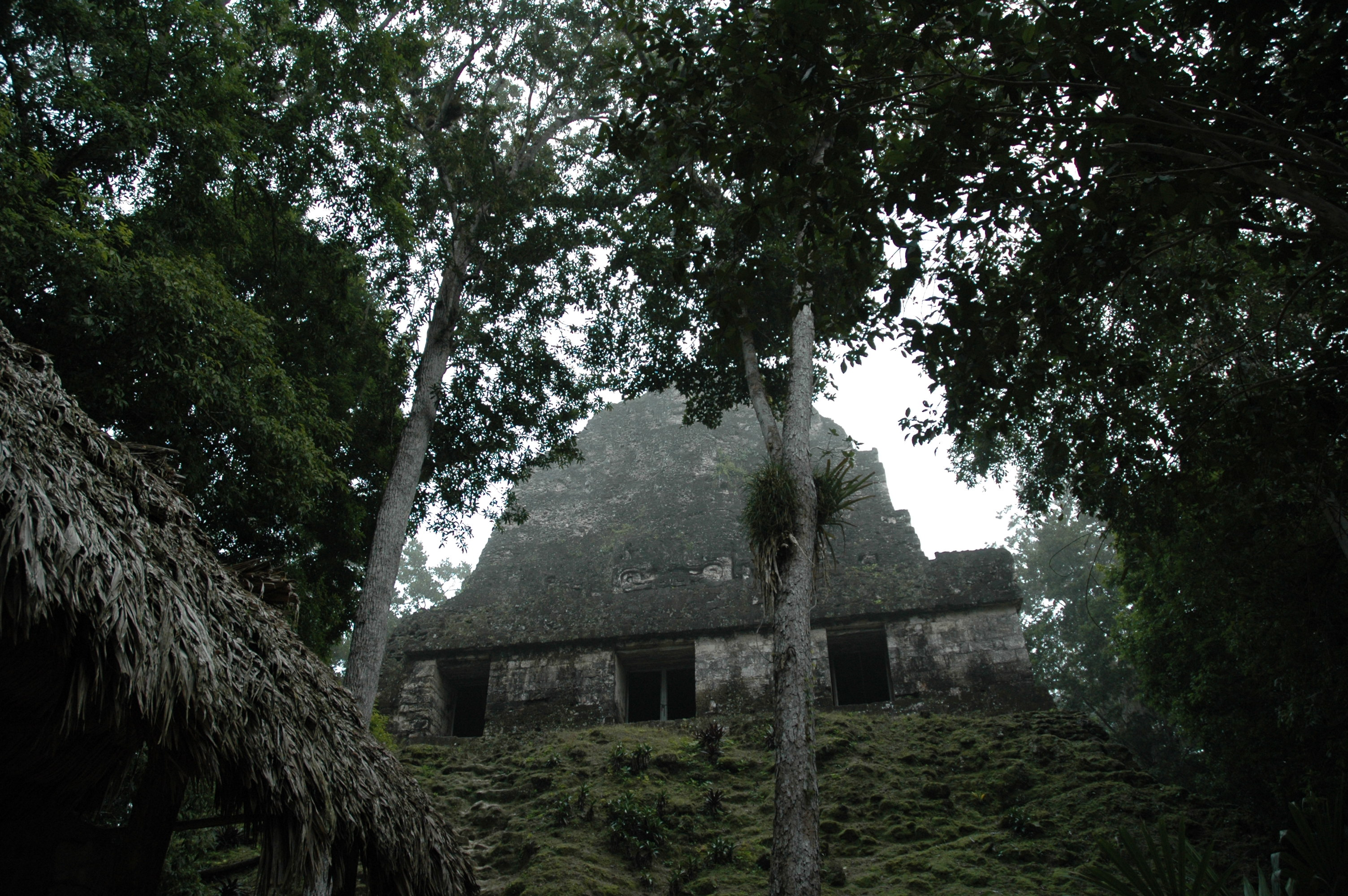
Templo VI.

El Templo VI, también conocido como Templo de las Inscripciones, fue dedicado en el año 766. Se nota por su crestería, que se eleva 12 metros. Paneles de glifos cubren la parte trasera y los lados de la crestería. El templo está en frente de una plaza ubicada al oeste y su fachada no ha sido restaurada.

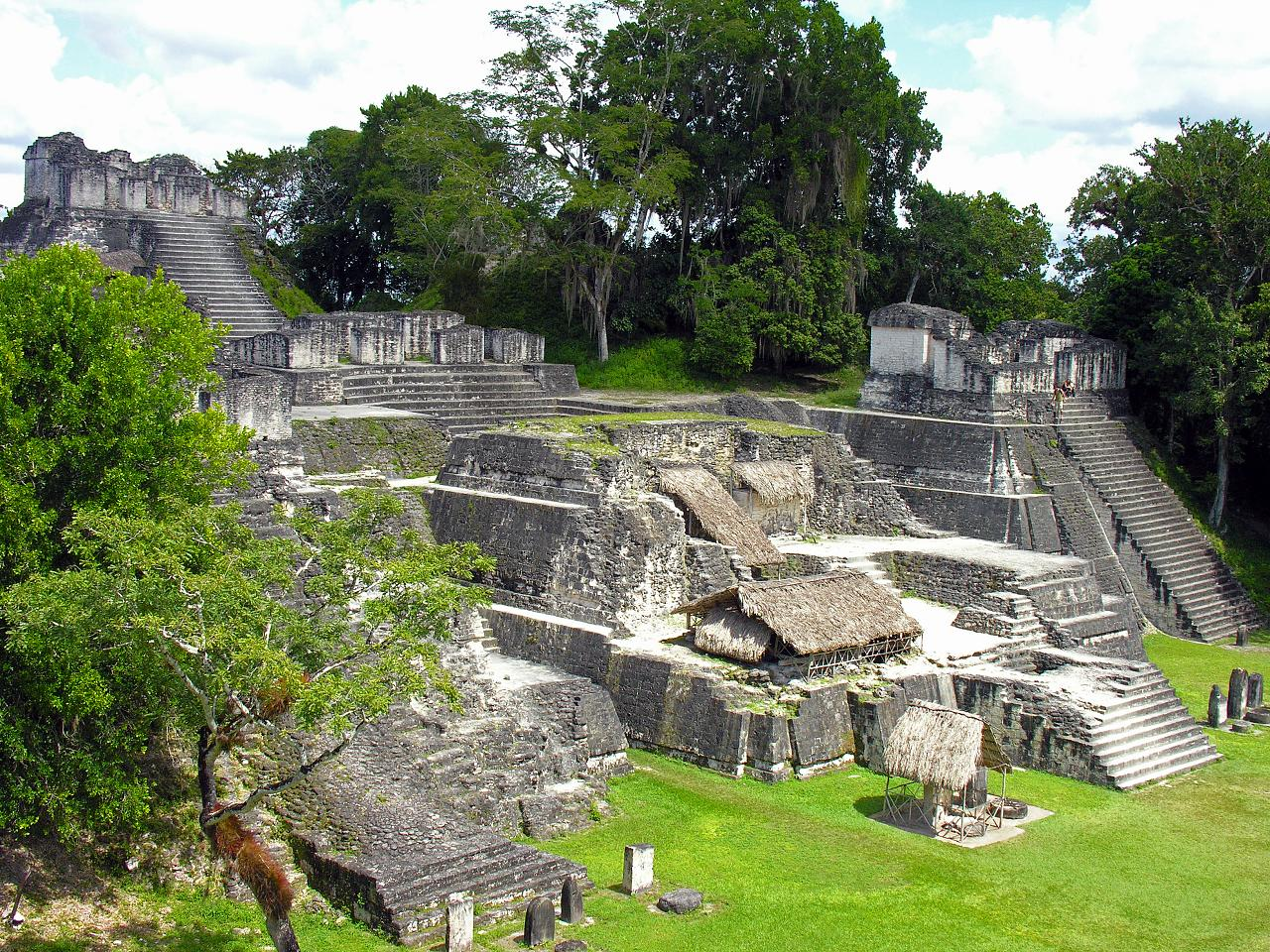
Templo 33.

El Templo 33 es una pirámide funeraria, erigida sobre la tumba de Siyaj Chan K'awiil I, (conocida como Entierro 48) en la Acrópolis Norte. Su construcción se inició en el Clásico Temprano, como una amplia plataforma basal, decorada con grandes mascarones de estuco, que flanqueaban la escalera. Siempre en el Clásico Temprano, se añadió una nueva superestructura, con sus propias máscaras y paneles decorados. Durante el Hiato de Tikal, se construyó una tercera etapa sobre las construcciones anteriores, la escalera fue demolida y el entierro real de un gobernante no identificado fue incluido en la estructura (Entierro 23). Durante la construcción de la nueva pirámide, se insertó la tumba de otra persona de alto rango (Entierro 24), en el núcleo de escombros del edificio. La pirámide se completó después, con una altura de 33 metros.
Estructura 34 es una pirámide en la Acrópolis Norte, que fue construida por Siyaj Chan K'awiil II, sobre la tumba de su padre, Yax Nuun Ayiin I. La pirámide fue coronado por un santuario de tres cámaras, las habitaciones situadas una detrás de otra.

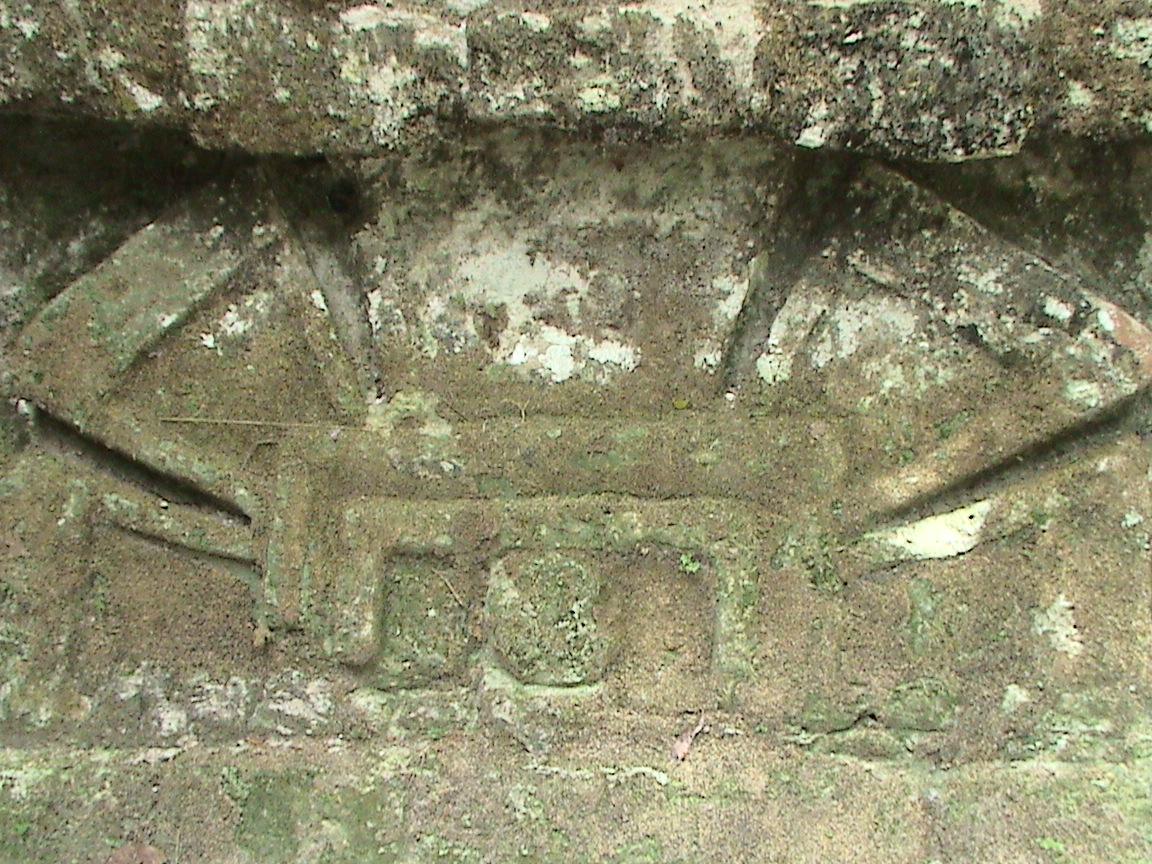
Detalle de imágenes relacionadas con Teotihuacan, decorando las secciones en pendiente de la Estructura 5D-43

La Estructura 5D-43 es un templo radial inusual, ubicado en la Plaza Oriental. Fue construida sobre un complejo de pirámides gemelas, en el extremo de la Plaza Juego de Pelota Oriental y tenía cuatro puertas de entrada y tres escaleras. La cuarta escalera, al lado sur, no fue construida, probablemente porque estaba demasiado cerca de la Acrópolis Central, como para tener una escalera en ese lado.
El edificio tiene el perfil de una plataforma talud-tablero, modificada del estilo original encontrado en Teotihuacán y posiblemente más parecido al estilo de El Tajín y Xochicalco, que de Teotihuacán. Los paneles verticales del tablero son posicionados entre paneles de talud inclinados y tienen pares de símbolos de discos, como decoración. Símbolos de grandes flores, vinculados con los símbolos del planeta Venus y la estrella utilizados en Teotihuacán, son puestos en los paneles de talud inclinados. El techo de la estructura estaba decorada con frisos, aunque en la actualidad solo permanecen fragmentos, mostrando una cara monstruosa, posiblemente la de un jaguar, con otra cabeza saliendo de la boca.
La segunda cabeza posee una lengua bifurcada, pero probablemente no es la de una serpiente.
El templo y el campo de juego de pelota asociado, probablemente datan del reinado de Nuun Ujol Chaak, o su hijo Jasaw Chan K'awiil I, de finales del siglo vii.
La Estructura 5C-49 data del siglo iv y posee una relación evidente con el estilo arquitectónico de Teotihuacán. Cuenta con una fachada talud-tablero y balaustradas, un elemento arquitectónico muy raro en la región maya.
Está ubicada cerca de la pirámide del Mundo Perdido.
La Estructura 5C-53 es una pequeña plataforma de estilo teotihuacano, que data del año 600, aproximadamente. Tenía escaleras en los cuatro lados y no contaba con una superestructura.

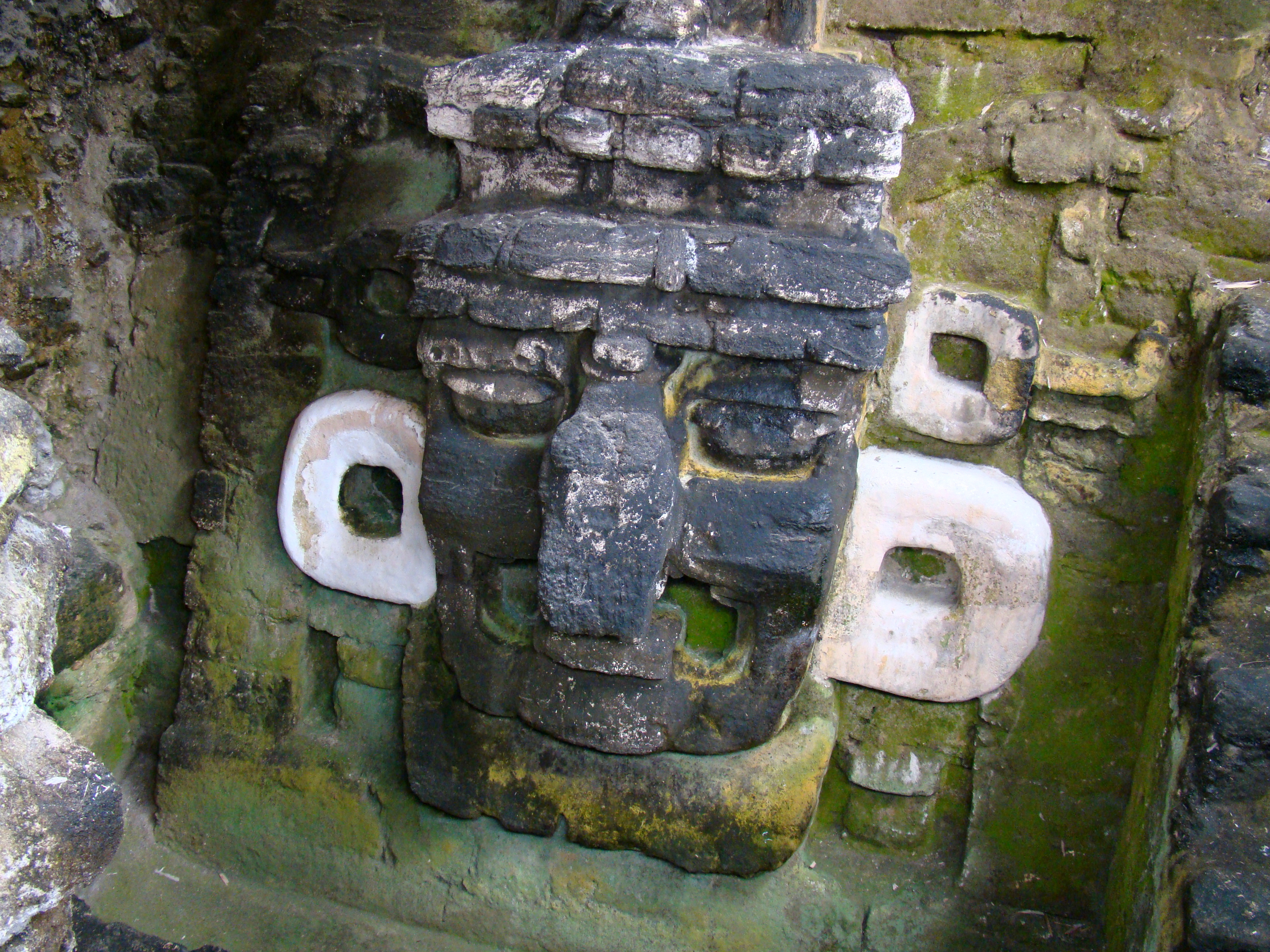
Una máscara de estuco que adorna la subestructura del Templo 33

La Pirámide Mundo Perdido (Estructura 5C-54) se encuentra en la parte suroeste del núcleo central de Tikal, al sur del Templo III y al oeste del Templo V.
Estaba decorada con máscaras de estuco del dios del sol y data del Preclásico Tardío.
Esta pirámide es parte de un complejo encerrado de estructuras, que se mantuvieron intactas y que no fueron afectadas por actividades de construcción posterior en Tikal. A finales del Preclásico Tardío, esta pirámide fue una de las estructuras más grandes en la región maya.
Obtuvo su forma definitiva durante el reinado de Chak Tok Ich'aak, en el siglo iv, en el Clásico Temprano y tiene una altura de 30 metros, con escaleras en sus cuatro lados. La parte superior es plana y, posiblemente, soportaba una superestructura construida con materiales perecederos.
A pesar de que la plaza fue afectada por una significativa alteración posterior, la organización de un grupo de templos, en el lado oriental de este complejo, se adhiere a la disposición de los llamados «Conjuntos E», identificados como observatorios solares.
La Estructura 5D-96 es el templo central, en el lado oriental de la Plaza de los Siete Templos. Ha sido restaurada y el exterior de la pared trasera está decorada con patrones de calavera y tibias cruzadas.
El Conjunto 6C-16 es un complejo residencial de la élite, que ha sido ampliamente excavado. Se encuentra a unos cientos de metros, al sur del complejo Mundo Perdido y las excavaciones han revelado elaboradas máscaras de estuco, pinturas murales de peloteros, esculturas en relieve y edificios con características del estilo de Teotihuacán.
El Juego de Pelota de la Gran Plaza es una pequeña pista del juego de pelota, que se encuentra entre el Templo I y la Acrópolis Central.
El Palacio de los Murciélagos, también conocida como el Palacio de las Ventanas, se encuentra al oeste del Templo III.
Tiene dos pisos, con dos series de cámaras en el piso inferior y una serie única, en el piso superior, que ha sido restaurado. El palacio tiene antiguas pintadas y cuenta con ventanas bajas.
El Complejo N se encuentra al oeste del Palacio de los Murciélagos y del Templo III. El complejo data del 711.

### Altares
Altar 5 muestra dos nobles esculpidos, uno de los cuales es, probablemente, Jasaw Chan K'awiil I. Están llevando a cabo un ritual, con los huesos de una mujer importante.
Altar 5 se encuentra en el Complejo N, que se sitúa al oeste del Templo III.
Altar 8 muestra la escultura de un prisionero atado.
Se encontró dentro del Complejo P, en el Conjunto H. Actualmente se encuentra en el Museo Nacional de Arqueología y Etnología en la Ciudad de Guatemala.
Altar 9 está asociada con la Estela 21 y lleva la escultura de un prisionero atado. Se encuentra frente al Templo VI.
Altar 10 muestra la escultura de un prisionero atado a un andamio.
Se encuentra en el recinto norte del Conjunto Q, que consiste de un complejo de pirámides gemelas, que ha sido afectado por la erosión.
Altar 35 es un monumento sencillo, asociado con la Estela 43. La estela-altar está situada en la base de la escalera del Templo IV.

### Dinteles

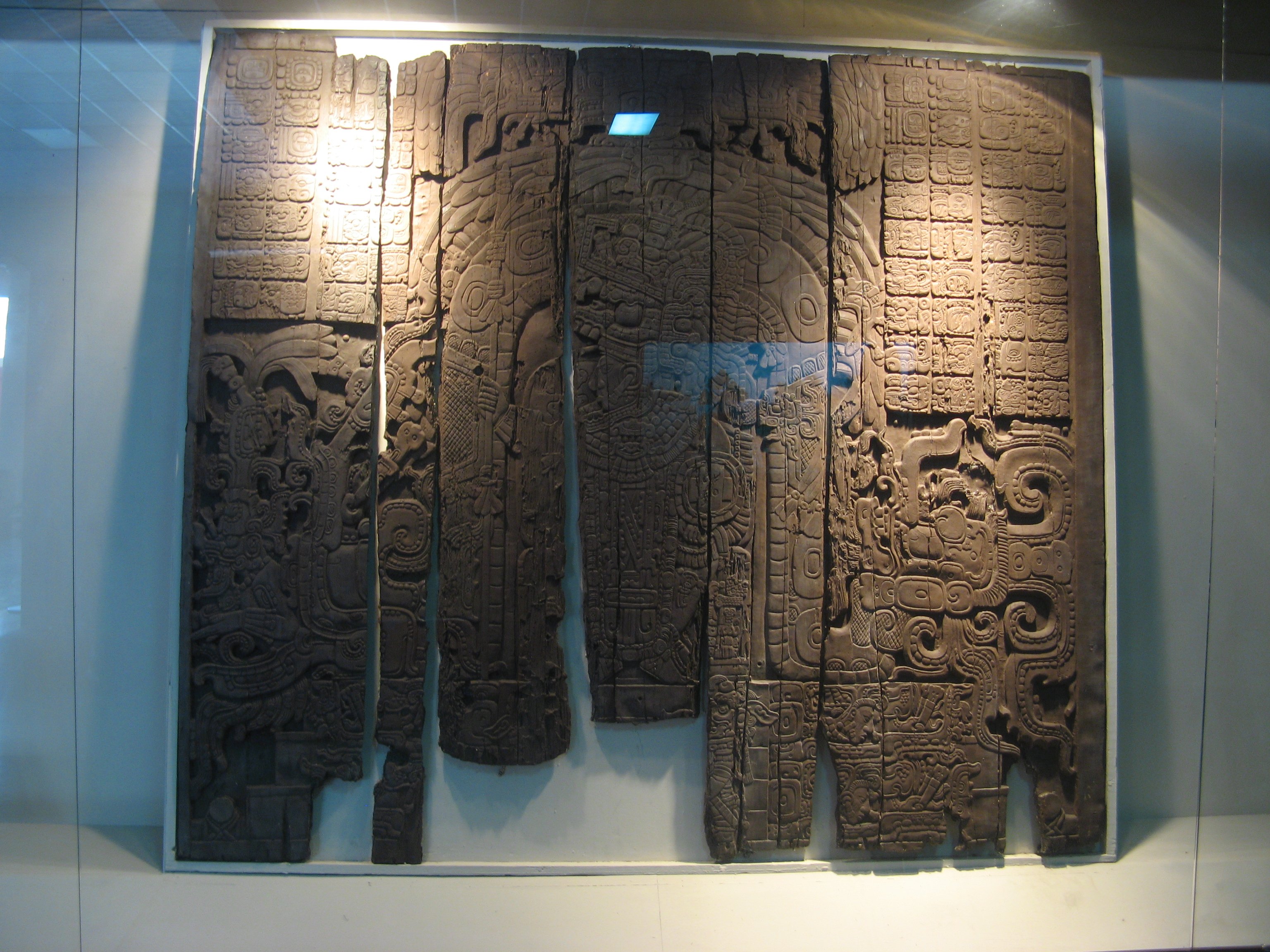
El dintel 3 del Templo IV. Muestra la celebración de una victoria militar de Yik'in Chan K'awiil en el 743 d. C.

En Tikal, vigas talladas, hechas de la madera de Manilkara zapota, fueron utilizadas como dinteles para las entradas interiores de los templos. Son los dinteles tallados más elaborados que han sobrevivido en toda la región maya.
El Dintel 3 del Templo IV fue trasladado a Basilea en Suiza, en el siglo xix. Representa a Yik'in Chan K'awiil sentado en un palanquín y está en condiciones casi perfecta.

### Estelas
Estelas son lajas de piedra tallada, a menudo esculpidas con figuras y glifos. Una selección de las estelas más notables de Tikal, incluye las siguientes:
La Estela 1 data del siglo v y representa al rey Siyaj Chan K'awiil II, de pie.
La Estela 4 data de 396 d. C.; es decir, del reinado de Yax Nuun Ayiin y después de la intrusión de Teotihuacán en el área maya.
La estela muestra una mezcla de características mayas y teotihuacanas, así como una mezcla de deidades de ambas culturas. Incluye un retrato del rey, con el Dios Jaguar del inframundo bajo uno de sus brazos y el Tláloc mexicano bajo el otro. Su casco es una versión simplificada de la Serpiente de Guerra de Teotihuacán. Yax Nuun Ayiin es representado con la cara de frente y no de perfil, algo inusual para una escultura maya, pero típico de Teotihuacán,

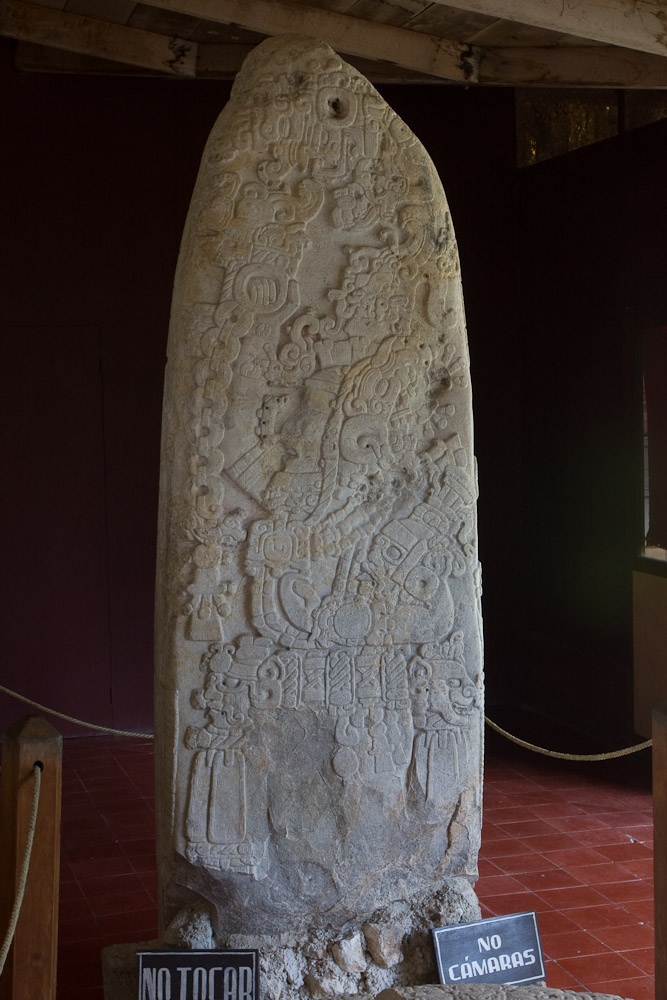
Estela 31, con la imagen esculpida de Siyaj Chan K'awiil II

La Estela 5 fue dedicada en 744, por Yik'in Chan K'awiil.
La Estela 6 es un monumento muy dañado, que data de 514 d. C. Lleva el nombre de la Señora de Tikal, que está celebrando el final del cuarto K'atun de ese año.
La Estela 10 está emparejada con la Estela 12, pero está muy dañada. Describió la consagración de Kaloomte' B'alam, a principios del siglo vi y eventos anteriores de su carrera, incluyendo la captura de un prisionero, representado en el monumento.
La Estela 11 fue el último monumento erigido en Tikal. Fue dedicada en 869 d. C., por Jasaw Chan K'awiil II.
La Estela 12 está asociada con la reina conocida como la Señora de Tikal y el rey Kaloomte' B'alam. La reina es descrita llevando a cabo los rituales de fin de año, pero el monumento fue dedicado en honor al rey.
La Estela 16 fue dedicada en el año 711, durante el reinado de Jasaw Chan K'awiil I. La escultura se limita a la parte frontal del monumento e incluye el retrato del rey y un texto glífico.
Fue encontrada en el Complejo N, al oeste del Templo III.
La Estela 19 fue dedicada en 790, por Yax Nuun Ayiin II.
La Estela 20, encontrada en el Complejo P, del Conjunto H, fue trasladada al Museo Nacional de Arqueología y Etnología en la Ciudad de Guatemala.
La Estela 21 fue dedicada en 736, por Yik'in Chan K'awiil.
Solo la parte inferior de la estela quedó intacta. El resto ha sido mutilado en tiempos antiguos. La parte restante de la escultura es de buena calidad y consiste de los pies de una figura y del texto glífico correspondiente. La estela es asociada con el Altar 9 y se encuentra frente al Templo VI.>
La Estela 24 fue erigida, junto con Altar 7, al pie del Templo III en 810 d. C. Ambos fueron quebrados en tiempos antiguos, aunque el nombre del gobernante Sol Oscuro sobrevive, en tres de los fragmentos.
La Estela 29 incluye una fecha en cuenta larga (8.12.14.8.15) equivalente a 292 d. C., la primera fecha en cuenta larga superviviente de las tierras bajas mayas.
La estela es también el monumento más antiguo a incluir el glifo emblema de Tikal. Tiene una escultura del rey, girado hacia la derecha, sosteniendo la cabeza de un dios jaguar del inframundo, una de las deidades protectoras de la ciudad. La estela fue deliberadamente destruida, en el siglo vi, o algún tiempo después. La parte superior fue tirada en un basurero cercano al Templo III, para ser descubiertos por arqueólogos en 1959.
La Estela 30 fue el primer monumento sobreviviente que se erigió, después del Hiato de Tikal. Su estilo y la iconografía es similar a la de El Caracol, uno de los más importantes enemigos de Tikal.
La Estela 31 es el monumento que marca la consagración de Siyaj Chan K'awiil II. Incluye también dos retratos de su padre, Yax Nuun Ayiin, vestido como un guerrero joven de Teotihuacán. Lleva un lanzadardos en una mano y un escudo decorado con la cara de Tláloc, el dios de la guerra de Teotihuacán.
En la antigüedad, la escultura se rompió y la parte superior se trasladó a la cumbre del Templo 33, donde fue ritualmente enterrado.
La Estela 31 ha sido descrita como la más importante de las esculturas supervivientes de Tikal, del Clásico Temprano. Un largo texto glífico está tallado en la parte posterior del monumento, el más largo conocido del Clásico Temprano.
Describe la llegada de Siyah K'ak' en El Perú y Tikal, en enero de 378 y fue la primera estela de Tikal en ser tallada por sus cuatro caras.
La Estela 32 es un monumento fragmentado, con una escultura en estilo teotihuacano, que parece representar al gobernante de la ciudad con atributos de Tláloc, el dios de la tormenta del centro de México, incluyendo sus ojos saltones y su tocado.
La Estela 39 es un monumento quebrado, que fue erigido en el complejo Mundo Perdido. Falta la parte superior de la estela, pero la parte restante muestra las piernas y la parte inferior del cuerpo de Chak Tok Ich'aak, sosteniendo un hacha de pedernal en la mano izquierda. Está pisoteando la figura de un prisionero atado y ricamente vestido. El monumento data de 376 d. C. El texto en la parte posterior del monumento, describe un ritual de derramamiento de sangre, para celebrar un fin de Katun.
La estela también identifica el nombre del padre de Chak Tok Ich'aak como K'inich Muwaan Jol.
La Estela 40 lleva el retrato de Kan Chitam y data del año 468 d. C.
La Estela 43 es emparejada con el Altar 35. Es un monumento sencillo, ubicado a la base de la escalera del Templo IV.

### Entierros

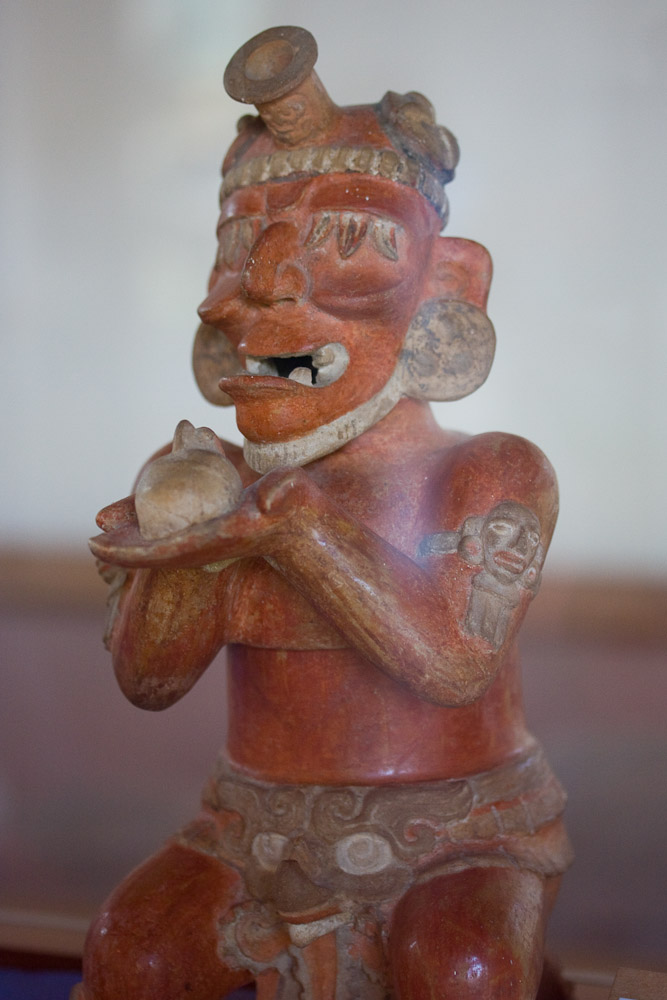
Un incensario de cerámica que representa a una deidad mayor, encontrado en el Entierro 10

Entierro 1 es una tumba, ubicada en el complejo Mundo Perdido, donde se recuperó un tazón de cerámica fina, con el mango formado por la cabeza y el cuello de un pájaro, que surge del cuerpo pintado en la tapa.
Entierro 10 es la tumba de Yax Nuun Ayiin.
Se encuentra por debajo de la Estructura 34, en la Acrópolis Norte. La tumba contenía un amplio abanico de ofrendas, incluyendo recipientes de cerámica y alimentos y nueve jóvenes fueron sacrificados, para acompañar al difunto rey.
Un perro fue también sepultado con el rey difunto. Las macetas encontradas en la tumba eran estucadas y pintadas, muchas en una mezcla de estilos mayas y teotihuacanos.
Entre las ofrendas había un incensario, en forma de un viejo dios del inframundo, sentado en un banco de huesos humanos y sosteniendo una cabeza cortada en las manos.
La tumba fue sellada con una bóveda, encima de la cual fue construida la pirámide.
Entierro 48 es generalmente aceptada como la tumba de Siyaj Chan K'awil. Se encuentra bajo el Templo 33, en la Acrópolis Norte.
La cámara de la tumba fue tallada de la roca madre y contenía los restos del rey, junto con los de dos adolescentes, que habían sido sacrificados para acompañar al gobernante fallecido.
Las paredes de la tumba eran cubiertas con estuco de color blanco con glifos pintados que incluían el equivalente en cuenta larga del 20 de marzo de 457, probablemente, la fecha de la muerte o del entierro del rey.
Al esqueleto del rey le faltaba el cráneo, sus fémures y una de sus manos, mientras que los esqueletos de las víctimas sacrificadas estaban intactos.
El Entierro 85 es una tumba que data del Preclásico Tardío y que fue encerrada por una plataforma, con una primitiva bóveda ménsula. La tumba contenía el esqueleto de un varón, que carecía de cráneo y de fémures.
El fundador de la dinastía de Tikal, Yax Ehb' Xook, ha sido vinculado a esta tumba, que se encuentra en el corazón de la Acrópolis Norte.
El difunto, probablemente, había fallecido en batalla, en la que su cuerpo fue mutilado por sus enemigos, antes de ser recuperado y enterrado por sus seguidores. Los huesos fueron cuidadosamente envueltos en textiles, para formar un paquete en posición vertical.
La cabeza fue reemplazada por una pequeña máscara de piedra verde con incrustaciones de concha, para representar los dientes y los ojos, llevando una diadema real de tres puntas.
Esta máscara tiene un emblema de gobernante en la frente y es un raro retrato de un rey maya del Preclásico.
El contenido de la tumba incluía también la columna vertebral de una raya, una concha del género spondylus y veintiséis recipientes de cerámica.
Entierro 116 es la tumba de Jasaw Chan K'awiil I. Es una cámara abovedada grande, ubicada en medio de la pirámide, por debajo del nivel de la Gran Plaza. La tumba contenía ricas ofrendas de jadeíta, cerámica, conchas y obras de arte. El cuerpo del rey fue cubierto con una gran cantidad de ornamentos de jade, incluyendo un collar con cuentas muy grandes, como se muestran en los retratos esculpidos del rey. Una de las piezas sobresalientes que se recuperó de la tumba, fue un recipiente de jade, adornado con el retrato del propio rey, esculpido en la tapa.
Entierro 195 es una tumba que se inundó de lodo en la antigüedad, cubriendo los objetos de madera, que se habían podrido completamente, cuando la tumba fue excavada, dejando huecos en el barro seco. Posteriormente, los arqueólogos llenaron estos huecos con estuco y, de esta manera, obtuvieron cuatro efigies del dios K'awiil, a pesar de que las originales, de madera, habían desaparecidas desde hacía mucho tiempo.
Entierro 196 es una tumba real del Clásico Tardío, que contenía un recipiente de mosaico de jade, rematada con la cabeza del dios del maíz.

## Tikal en el cine
- En 1969, la producción mexicano-guatemalteca El ogro, protagonizada por el primer actor mexicano Germán Valdez y el primer actor guatemalteco Herbert Meneses fue filmada en Tikal, cuyas ruinas se muestran durante quince minutos por ser parte esencial de la trama.[157]
- El cineasta estadounidense George Lucas utilizó a Tikal como escenario para la base rebelde en su primera película de la serie Star Wars, Episodio IV: Una nueva esperanza que se estrenó en 1977.[158][159]
- En la película británica Moonraker del agente secreto James Bond, filmada en 1979, el protagonista —interpretado por Roger Moore— llega a Tikal en un planeador, desciende en el Templo del Gran Jaguar y descubre que es de esta ciudad maya de donde se lanzan naves secretas al espacio.[157] como información adicional en Tikal fue filmado parte del Documental Mundos Perdidos la vida en Equilibrio título en inglés ^Lost Worlds Life in the Balance^

1999-2001 una producción con un enfoque científico Imax,voz Narrativa Harrison Ford
Editada en 5 idiomas,